# Mariage de l'infant Juan Carlos d'Espagne et de la princesse Sophie de Grèce
Vous lisez un « article de qualité » labellisé en 2021.
Le mariage de l'infant Juan Carlos d'Espagne et de la princesse Sophie de Grèce se déroule le 14 mai 1962, à Athènes, capitale du royaume de Grèce.
L'infant Juan Carlos, fils aîné du comte de Barcelone et alors héritier probable du général Franco, fait vraiment connaissance avec la princesse Sophie, fille du roi des Hellènes, Paul Ier, durant la « croisière des rois », un événement mondain organisé en 1954 par la reine des Hellènes, Frederika. La relation du jeune couple commence cependant beaucoup plus tardivement, après le mariage du prince Antoine de Bourbon-Siciles et de la duchesse Élisabeth de Wurtemberg en 1958. Elle aboutit aux fiançailles officielles des deux jeunes gens à Lausanne, en Suisse, le 13 septembre 1961.
L'organisation du mariage donne lieu à des tractations souvent épineuses entre les familles des fiancés, mais aussi avec le Vatican, l'Église orthodoxe grecque, le régime franquiste et le gouvernement hellène. Elle déclenche, en outre, une importante polémique à Athènes au moment du vote de la dot accordée à Sophie par le Parlement.
Le mariage, qui se déroule dans la capitale grecque, donne lieu à des festivités qui s'étalent entre le 10 et le 14 mai 1962. Si la plupart des événements s'adressent aux représentants des familles royales étrangères venus assister aux noces, d'autres sont dédiés plus spécifiquement aux quelque 5 000 Espagnols qui ont fait le voyage pour assister à l'union de celui qu'ils considèrent comme le prince des Asturies. Au total, les noces de Juan Carlos et Sophie réunissent 143 princes et princesses issus de 27 familles souveraines ou anciennement souveraines européennes, ce qui en fait le plus grand rassemblement de personnalités du gotha depuis le mariage de la princesse Élisabeth et de Philip Mountbatten.
Le mariage en lui-même se divise en quatre cérémonies : l'une catholique dans la cathédrale Saint-Denis, l'autre orthodoxe dans la cathédrale métropolitaine d'Athènes et les deux dernières civiles (espagnole et grecque) au palais royal d'Athènes. Celles-ci sont suivies d'un déjeuner, servi dans les jardins du palais royal, au cours duquel plusieurs discours sont prononcés. En fin de journée, le couple princier quitte Athènes pour une lune de miel de quatre mois, qui le conduit dans différentes régions d'Europe, d'Asie et d'Amérique du Nord. À la fin de ce périple, les mariés séjournent quelques mois à Estoril, avant d'être autorisés par le père de Juan Carlos à s'installer auprès du général Franco, au palais de la Zarzuela.

## Rencontre et fiançailles de Juan Carlos et Sophie

### Rencontres et rapprochement du couple
Bien que tous deux descendants de la reine Victoria du Royaume-Uni (1819-1901), l'infant Juan Carlos d'Espagne (1938) et la princesse Sophie de Grèce (1938) appartiennent à des dynasties relativement distantes, pour lesquelles les occasions de se côtoyer se limitent aux grandes réunions qui ponctuent la vie du gotha européen. Durant son enfance en exil à Estoril, le jeune Juan Carlos fréquente ainsi davantage les dynasties catholiques et latines (Savoie, Orléans, Bourbon-Siciles, etc.), tandis que Sophie gravite dans un environnement plutôt protestant et germanique (Hanovre, Hesse, Bade, etc.),.
| Photographie en couleur d'une jeune fille portant un vêtement bleu.                                                     |  | Photographie en noir et blanc d'un jeune homme portant un uniforme militaire et un béret. |
| Marie-Gabrielle de Savoie (1960) et Harald de Norvège (1957), deux figures longtemps associées à Juan Carlos et Sophie. |  |                                                                                           |

Bien qu'ils se soient probablement rencontrés à Paris durant leur enfance, les deux jeunes gens font réellement connaissance lors de la première édition de la « croisière des rois », un événement mondain organisé en août 1954 par la reine des Hellènes, Frederika, afin de promouvoir le tourisme de son pays, mais aussi de trouver des conjoints convenables aux jeunes princes et princesses du vieux continent,,,. Âgés d'environ quinze ans, Juan Carlos et Sophie ne semblent cependant guère intéressés l'un par l'autre : à l'époque, l'infant d'Espagne n'a d'yeux que pour sa cousine Marie-Gabrielle de Savoie, avec laquelle il flirte ouvertement,, et la rumeur veut que Sophie ait davantage d'atomes crochus avec le prince héritier Harald de Norvège qu'avec son futur époux,.
C'est seulement en 1958 qu'un début d'idylle se développe entre le prince espagnol et la princesse grecque. Cette année-là, les deux jeunes gens se retrouvent à l'occasion du mariage du prince Antoine de Bourbon-Siciles, petit-fils du comte de Caserte, et de la duchesse Élisabeth de Wurtemberg, fille du duc Philippe Albert,,. « Ensorcelé par Sophie », selon ses propres dires, Juan Carlos ne retrouve cependant pas la princesse avant les Jeux olympiques de 1960, durant lesquels les deux cousins font plus ample connaissance,. Dès cette époque, la relation des deux jeunes gens est assez étroite pour que Sophie de Grèce se permette de raser elle-même la moustache que s'est laissé pousser l'infant parce qu'elle ne lui plaît pas,,. 
Quelques mois plus tard, le 8 juin 1961, le prince et la princesse se revoient une nouvelle fois, à Londres, à l'occasion des noces du duc de Kent avec lady Katharine Worsley. Rapprochés par le protocole (probablement manipulé par la reine Frederika, mère de Sophie, la reine Victoire-Eugénie, grand-mère de Juan Carlos, et/ou Lord Mountbatten, grand-oncle des deux jeunes gens), qui les a désignés cavaliers, Juan Carlos et Sophie apparaissent de plus en plus clairement comme un jeune couple,,,,. Ils sont pourtant séparés par une barrière linguistique, puisque Juan Carlos ne maîtrise pas encore couramment l'anglais et que Sophie ne parle aucune langue romane,,.

### Demande en mariage

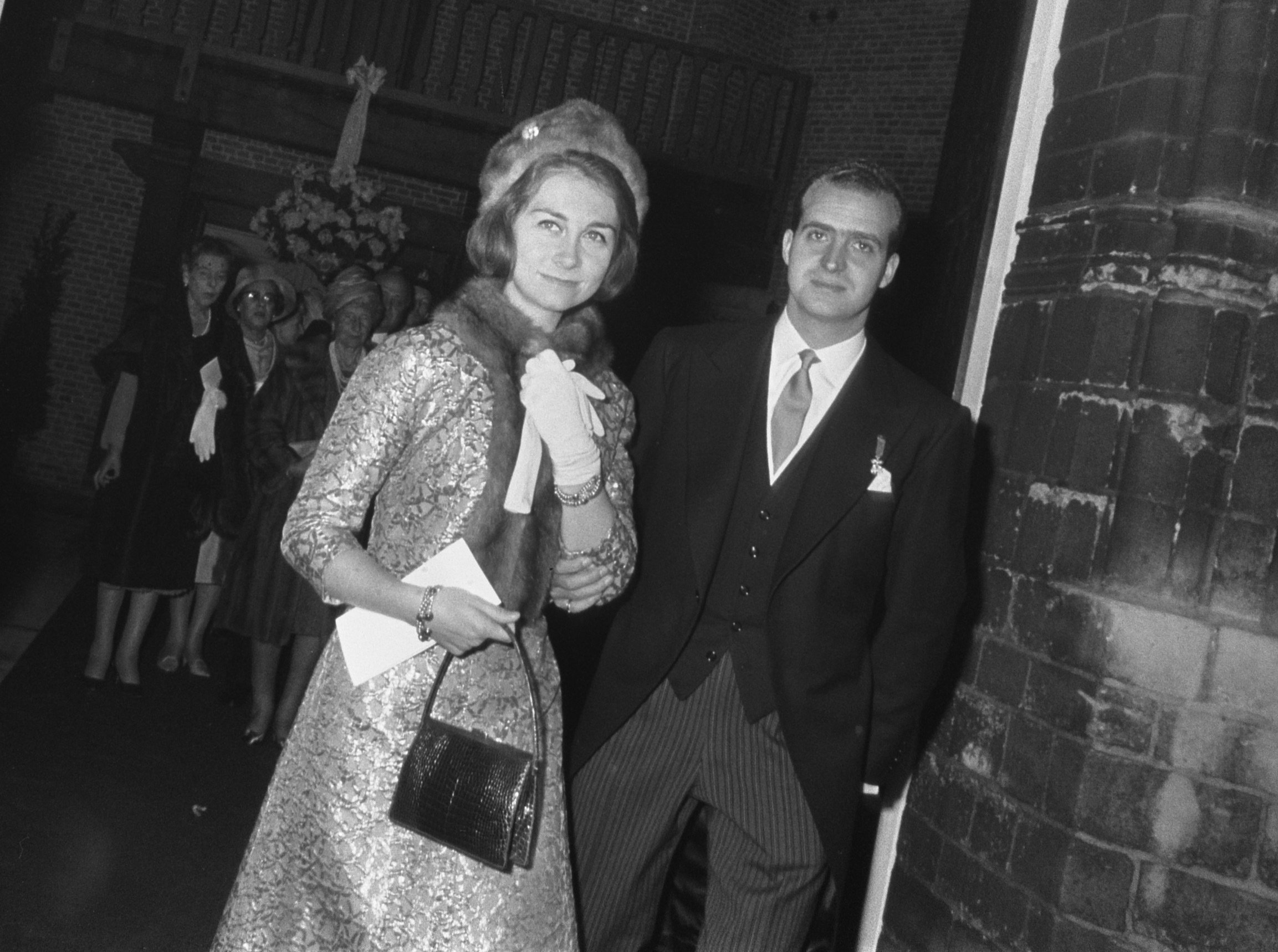
Sophie et Juan Carlos en 1966.

Conscients des enjeux entourant la relation des deux jeunes gens, le roi et la reine des Hellènes invitent le comte et la comtesse de Barcelone à venir séjourner à Corfou, dans leur palais de Mon Repos, avec leur fils et leurs filles peu de temps après le mariage du duc de Kent,,. Dans ses mémoires, la reine Frederika sous-entend que c'est à ce moment que Juan Carlos et Sophie se seraient secrètement promis l'un à l'autre. Pourtant, l'insistance de la souveraine, qui cherche à tout prix à obtenir des fiançailles, semble au contraire avoir refroidi un moment l'infant Juan Carlos.
Quoi qu'il en soit, c'est un peu plus tard, le 13 septembre 1961, que les fiançailles du jeune couple sont officiellement annoncées, à Lausanne, en Suisse,. Profitant d'une visite des souverains hellènes dans la république helvétique à l'occasion des préparatifs de l'exposition nationale de 1964, Bourbons et Glücksbourg se retrouvent à l'hôtel Beau-Rivage, où Juan Carlos demande officiellement la main de Sophie à son père. L'infant se dirige ensuite vers la princesse de Grèce, mais sa demande en mariage n'est guère solennelle,. À en croire Sophie, son prétendant lui aurait nonchalamment jeté dans les mains une petite boîte contenant une bague, tout en lui criant : « Prends-ça, Sophie, c'est pour toi ! ». Un peu plus tard, après un déjeuner chez la reine douairière Victoire-Eugénie, l'infant lui aurait passé un bracelet et lui aurait simplement demandé : « On se marie, hein ? ».
Malgré ce que prévoit la loi de succession mise en place par Francisco Franco en Espagne en 1947, ni le Caudillo ni les Cortes ne sont consultés avant la conclusion des fiançailles princières,,. Désireux de montrer qu'il est le seul chef légitime de la dynastie espagnole, le comte de Barcelone annonce donc lui-même la nouvelle au dictateur, qui est ainsi la première personne extérieure à la famille à être mise au courant,,. Irrité par l'attitude du prétendant au trône, le Caudillo ne manque cependant pas de le féliciter pour cette occasion,,,. Malgré tout, le prétendant espagnol est surtout soulagé que son fils s'unisse à une personne de son rang. Faisant référence au mariage inégal du roi Baudouin de Belgique, il déclare ainsi à ses conseillers : « Nous sommes sauvés d'une fabiolade »,.

### Fiançailles religieuses

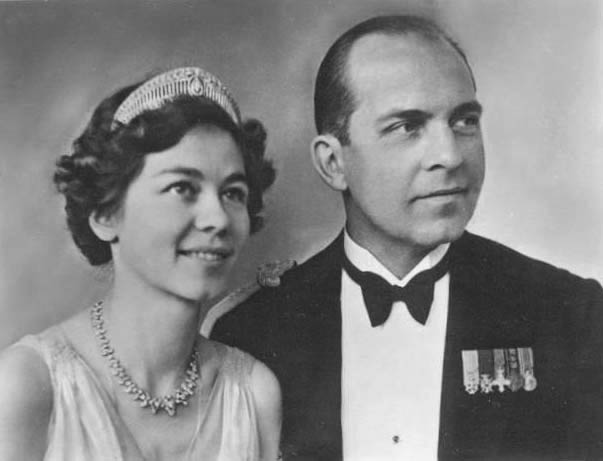
La reine Frederika et le roi Paul Ier (roi des Hellènes) (1938), parents de Sophie.

Le 14 décembre 1961, Juan Carlos et Sophie se fiancent publiquement lors d'une cérémonie orthodoxe célébrée à la cathédrale d'Athènes par l'archimandrite Grano. L'événement, auquel assistent 34 personnalités issues du gotha européen (parmi lesquelles la princesse héritière Beatrix des Pays-Bas et le prince héritier Harald de Norvège), mais pas les parents du fiancé, donne lieu à une bénédiction des anneaux que les époux doivent ensuite porter toute leur vie. Offertes par le roi Paul Ier, ces alliances ont été réalisées à partir d'une pièce d'or datant de l'époque d'Alexandre le Grand, ce qui n'est pas sans causer un certain pincement au cœur à Sophie, qui est férue d'archéologie. 
Organisée durant la matinée, la cérémonie religieuse est suivie d'un déjeuner, donné au palais royal à l'attention des invités du jeune couple. Le soir, un dîner plus intime est offert aux seuls invités royaux. Pendant celui-ci, Juan Carlos offre à sa fiancée une bague réalisée par le joailler athénien Konstandarás, créateur des alliances de Paul Ier et de Frederika, en 1938. En retour, Sophie lui fait cadeau d'une bague en or. Enfin, un grand bal est organisé en présence de 500 invités issus de la bonne société athénienne.
Du côté de la diplomatie espagnole, ces célébrations ne sont pas sans causer un certain malaise. Le régime franquiste craint en effet que le Vatican ne soit alarmé par la tenue d'une cérémonie orthodoxe que certains journaux étrangers présentent comme ayant valeur de mariage. L'ambassadeur d'Espagne auprès du Saint-Siège s'empresse donc de rassurer la Curie afin de ne pas envenimer les tractations concernant la conversion de Sophie et la célébration du mariage catholique (voir infra).

## Tractations politiques et religieuses

### Négociations entre Athènes, Estoril et Madrid

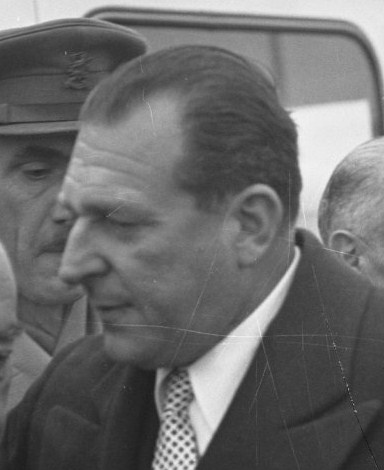
Le comte de Barcelone, père de Juan Carlos (1959).

Immédiatement après l'annonce des fiançailles de Juan Carlos et Sophie à Lausanne, le comte de Barcelone et le roi des Hellènes entament des négociations relatives à l'organisation du mariage. Arrivé à Athènes avec sa famille le 14 septembre 1961, don Juan s'oppose rapidement à Paul Ier à propos de la question religieuse et repart à Estoril, au Portugal, quelques jours plus tard. Conscient de la faiblesse de sa position (il n'est que prétendant, alors que le père de Sophie est un souverain régnant), le comte de Barcelone prend contact avec l'ambassadeur d'Espagne à Lisbonne pour s'assurer de l'appui du général Franco dans les discussions qui l'opposent à la Cour hellène. Les négociations reprennent ensuite plusieurs semaines plus tard, fin décembre 1961.
Hormis la question religieuse, d'autres détails opposent les deux familles royales. Paul Ier voudrait en effet que le mariage se déroule au début de l'année 1962, alors que le comte de Barcelone préfèrerait une cérémonie au mois de juin. Finalement, c'est la date du 14 mai qui est retenue par les deux familles. L'argent constitue un autre thème de discussion entre Bourbons et Glücksbourg. Consciente de la situation délicate de son fils, la reine douairière Victoire-Eugénie d'Espagne met en vente des bijoux hérités de sa marraine, l'impératrice Eugénie (épouse de Napoléon III), pour participer au financement du mariage,. En dépit des rumeurs, la question du lieu où va être célébré le mariage ne constitue pas un sujet de tension entre les deux familles royales. Le comte de Barcelone n'envisage pas la possibilité d'une célébration à Estoril. Quant à Rome, elle n'est pas non plus considérée comme une alternative, pas plus que La Granja, en dépit de ce que prétendent certains journaux européens,. 
Parallèlement à ces discussions, le prétendant espagnol demande, en novembre, au général Franco de reconnaître à son fils le titre de prince des Asturies, sans succès. De son côté, Juan Carlos profite d'une rencontre avec le Caudillo, le 1er mars 1962, pour solliciter une clarification de son statut, en Espagne. Le dictateur s'y refuse, car il ne peut reconnaître le comte de Barcelone comme chef de la maison royale. Il déclare toutefois à Juan Carlos qu'il a plus de chance de ceindre un jour la couronne que son père. En outre, dans une lettre datée du 18 avril, le duc de Ségovie fait connaître son opposition à toute attribution — officielle ou dynastique — du titre de prince des Asturies à son neveu à l'occasion de son mariage. En effet, le frère aîné de don Juan s'estime alors l'héritier légitime du trône et revendique le titre pour son propre fils, le prince Alphonse de Bourbon.

### Pourparlers avec le Saint-Siège et l'Église grecque

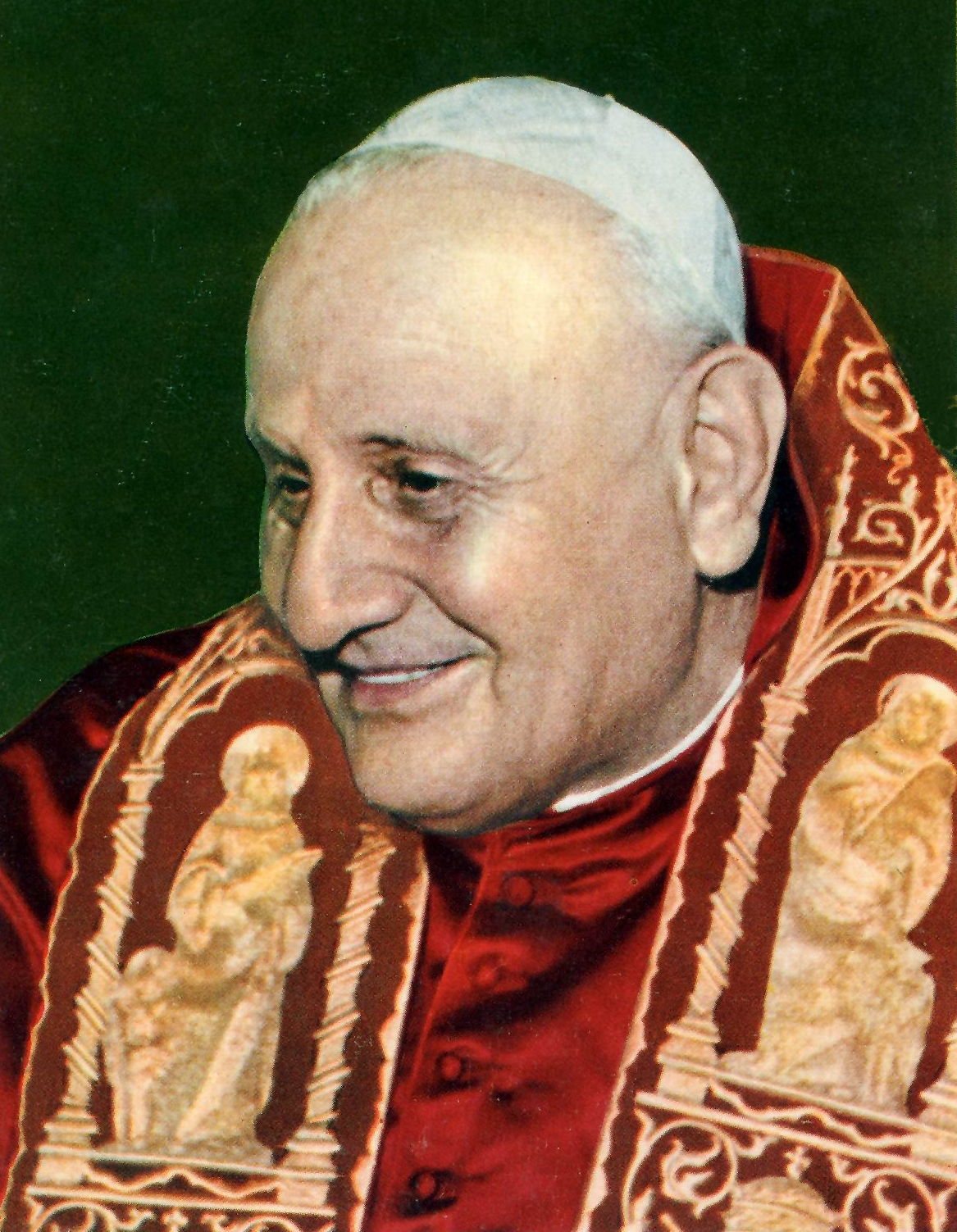
Le pape Jean XXIII (1959), chef de l'Église romaine.

Pendant des siècles, les mariages mixtes entre princes catholiques et orthodoxes (ou protestants) ont été fort rares du fait de l'intransigeance du Saint-Siège. Pour épouser Alphonse XIII d'Espagne, la princesse Victoire-Eugénie de Battenberg a ainsi dû renoncer publiquement à l'anglicanisme avant son mariage. Secondés par le régime franquiste, les Bourbons doivent donc engager des négociations épineuses avec le Vatican pour obtenir son autorisation de procéder au mariage de Juan Carlos et Sophie. Or, pendant cinq long mois, le Saint-Siège exige une conversion préalable de la princesse au catholicisme et tergiverse sur la possibilité d'organiser une cérémonie orthodoxe,. 
De son côté, le gouvernement grec est prêt à accepter que la princesse change de religion, mais il insiste pour que sa conversion ne devienne effective que le jour de ses noces, et pour que son instruction catholique ne reçoive aucune publicité. En effet, Sophie est encore en deuxième place dans l'ordre de succession au trône de Grèce et le gouvernement, qui prend en charge l'organisation du mariage, refuse de voir la princesse abjurer l'orthodoxie sur le sol hellène,,. Quant à l'Église grecque, dirigée par l'archevêque-primat Chrysostome II, tout juste élu, elle exige que la cérémonie orthodoxe soit plus imposante que la catholique,.
Dans ces conditions, le comte de Barcelone, Juan Carlos et l'ambassadeur d'Espagne auprès du Vatican sollicitent une audience avec le pape Jean XXIII, qui est fixée au 15 janvier 1962,. Après un entretien de vingt minutes auquel aucun diplomate espagnol n'est convié, le souverain pontife donne finalement sa bénédiction aux fiançailles,. Une dispense pontificale est ensuite octroyée le 21 mars 1962. Au grand soulagement des fiancés et de leurs parents, le pape autorise la tenue d'une cérémonie orthodoxe,,, sans répétition des sacrements, toutefois. Cela n'empêche pas une partie de la presse espagnole de continuer à qualifier Sophie d'« hérétique » après l'audience pontificale.

### Débats autour du financement du mariage

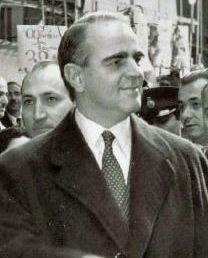
Le Premier ministre grec Konstantínos Karamanlís.

D'après la Constitution grecque, seuls le roi des Hellènes et le diadoque peuvent bénéficier de subsides de la part de l'État. Ils reçoivent ainsi une liste civile, votée chaque année par le Parlement hellénique. Or, en raison des dépenses liées au mariage de sa fille aînée, Paul Ier se retrouve dans une situation financière délicate. Il demande donc au gouvernement de Konstantínos Dóvas une avance de 4 millions de drachmes (soit 50 000 livres) sur la liste civile, remboursable en plusieurs mensualités. Le Premier ministre accède à la requête royale, ce qui soulève bientôt les critiques de l'opposition. Quelques semaines plus tard, un nouveau gouvernement est élu, avec Konstantínos Karamanlís à sa tête. C'est alors que le ministre des Affaires étrangères, Evángelos Avéroff, prend une initiative embarrassante pour la couronne : il décide de s'acquitter personnellement du remboursement de l'avance royale, obligeant le monarque à conclure un prêt auprès d'une banque privée pour ne pas donner le sentiment qu'il est redevable d'un homme politique. 
Dans les semaines qui suivent, une nouvelle polémique surgit pourtant en relation avec le mariage de Sophie et Juan Carlos. Tandis que, par le passé, le Parlement grec a toujours voté sans difficulté les dots octroyées aux princesses de la maison royale, l'opposition se saisit cette fois du sujet, ce qui donne lieu à des débats houleux en février et mars 1962,. Geórgios Papandréou se fait ainsi remarquer lorsqu'il déclare que le système des dots est « une coutume anachronique qui équivaut à une forme d'esclavage »,. Dans ces conditions, l'Union du centre et l'Union de la gauche démocratique s'abstiennent de prendre part au vote. Cela n'empêche pas la majorité d'approuver une dot non imposable de 300 000 dollars pour la princesse,. Humilié par les débats, le roi des Hellènes en conçoit une certaine amertume vis-à-vis du Premier ministre, qu'il accuse de ne pas défendre la couronne avec assez de rigueur.

## Préparatifs du mariage

### Constitution du trousseau et préparatifs divers

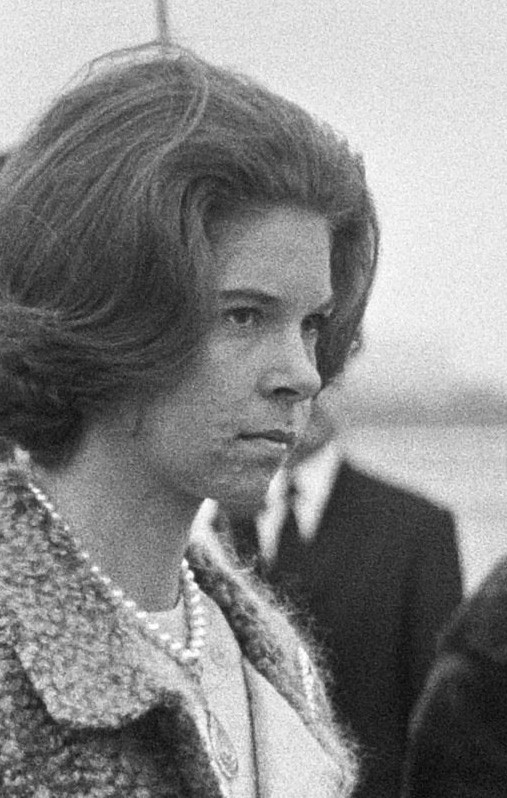
La princesse Irène de Grèce (1966), sœur de Sophie.

Tandis que les Bourbons multiplient les contacts auprès du Vatican pour obtenir son accord concernant la cérémonie orthodoxe, la famille royale de Grèce gère l'essentiel des préparatifs matériels. En janvier, la reine Frederika se rend ainsi à Paris avec ses filles afin d'y acheter la tenue que doit porter Sophie le jour de ses noces. Après un bref détour par Estoril, où une rencontre est organisée avec le comte et la comtesse de Barcelone, les trois femmes se rendent à Londres avec Juan Carlos pour y poursuivre la constitution du trousseau de mariage. Le petit groupe rentre finalement à Athènes le 14 février 1962 avec, dans ses bagages, pas moins de 105 caisses d'objets divers. 
Une fois la question du trousseau réglée, les Glücksbourg et leur gouvernement se lancent dans la réalisation des invitations, ce qui donne lieu à de nouvelles tensions. Considérant la cathédrale Saint-Denis trop petite pour accueillir l'ensemble du corps diplomatique, le palais prévoit en effet de n'inviter à la cérémonie catholique que les représentants des pays hispaniques accrédités à Athènes. Cette décision provoque l'ire de l'ambassadeur de France, qui y voit une insulte à son statut de doyen des diplomates catholiques, et l'embarras de l'ambassadeur d'Espagne, qui considère la décision des Grecs comme une tentative de minimiser encore la cérémonie romaine. Le comte de Barcelone intervient personnellement auprès du ministre espagnol des Affaires étrangères pour qu'il demande à son homologue d'inviter l'ensemble des diplomates catholiques à la cathédrale Saint-Denis. Au grand déplaisir du palais, de nouvelles invitations sont donc envoyées aux missions étrangères concernées.
En outre, la préparation du programme du mariage, rédigé en français et distribué le jour des noces aux invités et à la presse, soulève le problème du statut de la princesse Sophie entre la cérémonie catholique et la cérémonie orthodoxe. Les deux familles s'accordent pour que, lors du parcours du palais royal à la cathédrale Saint-Denis, la future mariée soit inscrite comme « S.A.R. la princesse Sophie » et que, du palais à la cathédrale de l'Annonciation, le roi Paul Ier ait à ses côtés « S.A.R. Mme Sa Fille ».
Parallèlement à ces événements, Sophie et sa famille supervisent l'organisation des festivités. Avec sa sœur Irène, la princesse choisit la musique qui doit être jouée lors de la cérémonie catholique,. Elle s'occupe également de l'achat de 30 000 roses, dont les pétales doivent être utilisés lors de la « danse d'Isaïe », une étape importante du mariage orthodoxe. De son côté, l'ambassadeur d'Espagne fait venir 45 000 œillets de la région de Valence et de Catalogne pour décorer le temple catholique,,.

### Restauration du carrosse royal et aménagement du palais d'Athènes

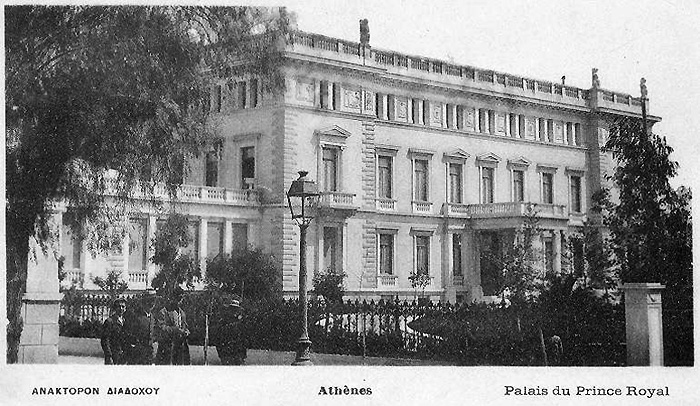
Le palais royal d'Athènes (1909).

Le véhicule utilisé pour le mariage de Juan Carlos et Sophie est le carrosse d'apparat du comte de Chambord,. Commandé pour le couronnement de celui-ci (avorté après l'instauration de la Troisième République française), il a été racheté en 1873 par le roi des Hellènes, Georges Ier, et utilisé pour la première fois en 1889, lors des noces du diadoque Constantin avec la princesse Sophie de Prusse,. Restauré pour l'occasion, le carrosse est flanqué des armoiries de la maison royale de Grèce et doublé de soie blanche avec des galons d'or,.
Outre la réfection du carrosse royal, Paul Ier fait réaliser des travaux d'aménagement à l'intérieur du palais royal. Afin de pouvoir accueillir l'ensemble des invités au mariage de sa fille, il dote en effet le bâtiment d'une nouvelle pièce, la salle de réception. Plus grande salle de l'actuel palais présidentiel d'Athènes, elle est conçue par l'architecte Aléxandros Baltatzís.

### Instruction linguistique et religieuse de Sophie

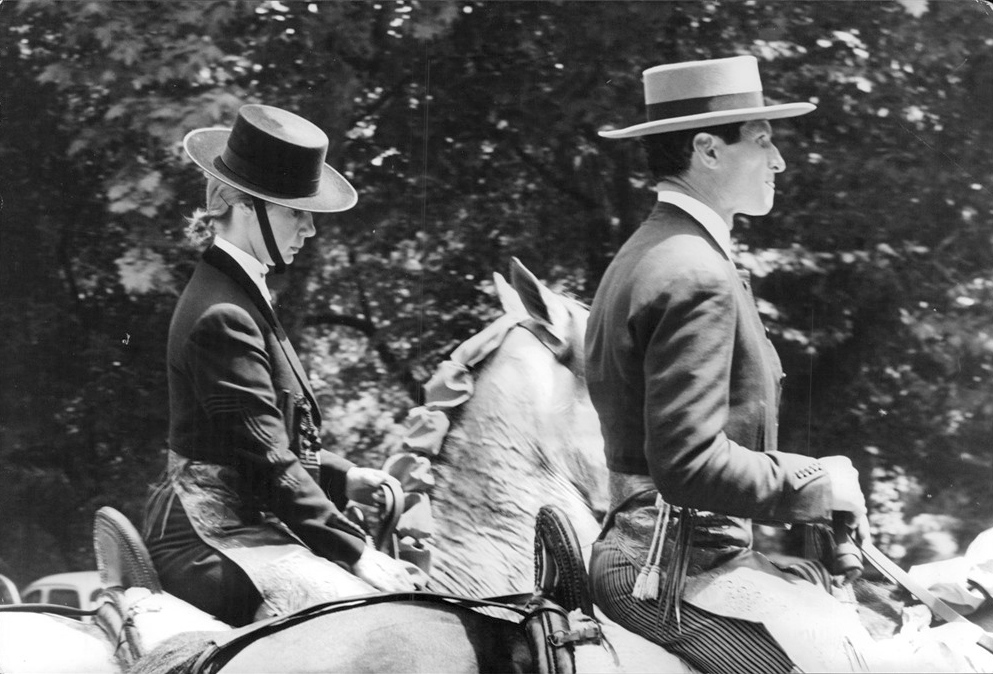
La duchesse d'Albe accompagnée d'un serviteur (1961).

Immédiatement après l'annonce des fiançailles, Sophie commence à prendre des cours d'espagnol. Trois fois par semaine, elle retrouve ainsi sa professeure, Julia Yatridi Bustinduy, qui lui enseigne la langue castillane,. À partir de février 1962, et durant trois mois, la princesse grecque reçoit par ailleurs des cours de civilisation espagnole de la part de la duchesse d'Albe, missionnée à cet effet au palais royal par sa marraine, la reine douairière Victoire-Eugénie d'Espagne.
Parallèlement à cette formation linguistique, Sophie est instruite dans la religion catholique par l'archevêque d'Athènes, Mgr Venédiktos Príntezis. Dans la plus grande discrétion, ce dernier se rend à dix reprises au palais royal dans le but d'expliquer à Sophie les différences de rites et de liturgie entre l'Église catholique et l'Église orthodoxe. Grâce aux explications de la reine Frederika et de l'infant Juan Carlos, la princesse est, en effet, déjà bien au fait de la doctrine et du dogme romains.
Cependant, cette formation religieuse n'est pas du goût de tout le monde, en Grèce. La rumeur du changement de religion de la princesse ne tarde pas à se propager, à Athènes, et l'archevêque-primat orthodoxe Chrysostome II demande bientôt des comptes à ce sujet à la famille royale. Questionné par des journalistes, Mgr Venédiktos Príntezis doit, quant à lui, nier publiquement qu'il donne des cours de catéchèse à Sophie. Ce faisant, il déclenche l'inquiétude de l'ambassadeur d'Espagne, auquel il doit expliquer que la reine des Hellènes lui a interdit de rendre publics les cours donnés à sa fille. Tout cela n'empêche pas Sophie de continuer à se préparer pour son mariage. Conformément à ses engagements, la princesse renonce publiquement à ses droits à la couronne hellène le 2 mai 1962.

## Arrivée des participants et festivités prénuptiales

### Accueil et hébergement des invités

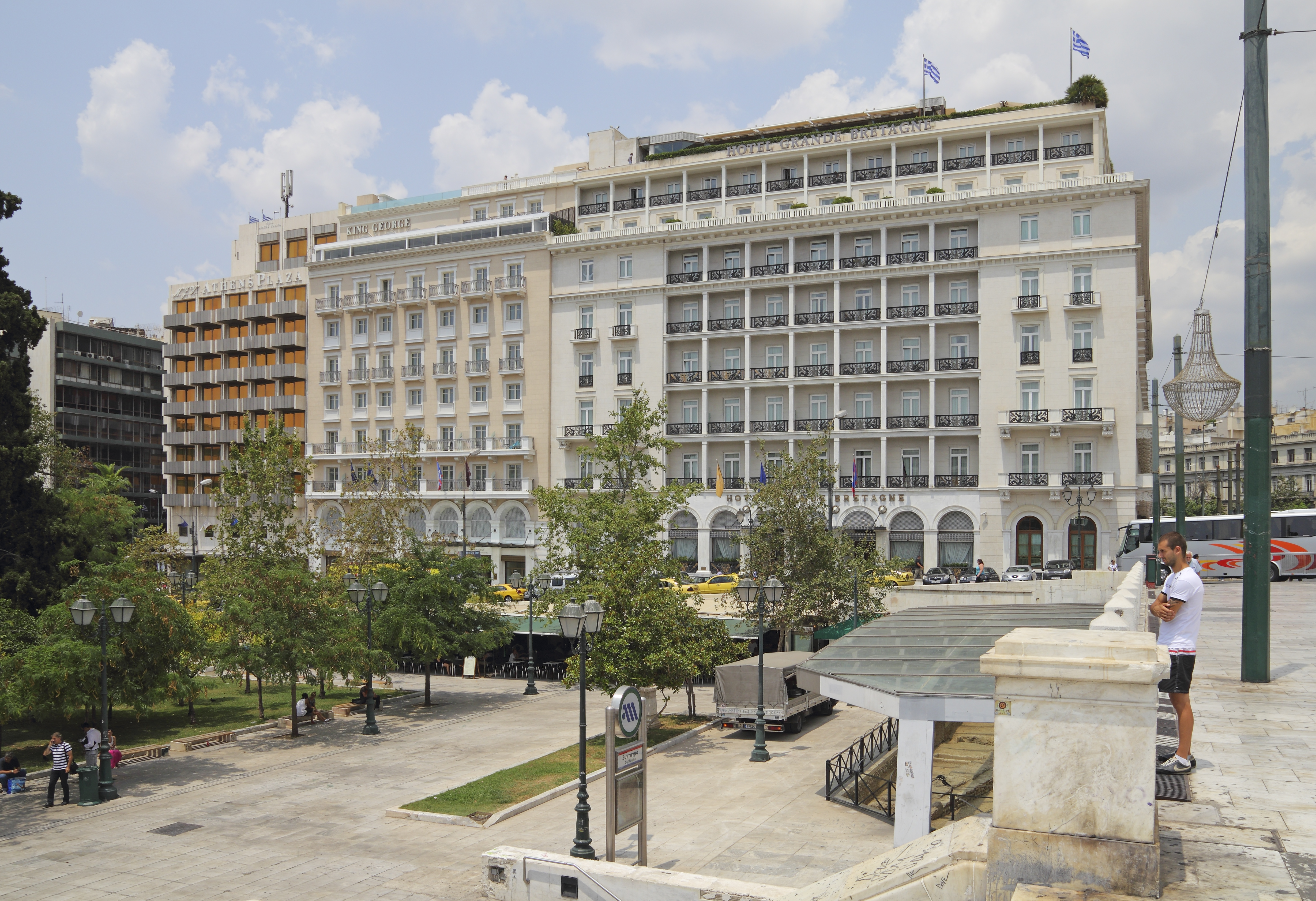
L'hôtel Grande-Bretagne (2013).

Afin d'acheminer les nombreux invités royaux à Athènes, Paul Ier affrète deux Lockheed Constellation,. L'armateur Aristote Onassis met, en outre, à disposition des convives plusieurs avions de sa compagnie, Olympic Airways. À l'exception des parents et des sœurs de Juan Carlos, qui arrivent en Grèce le 7 mai 1962, la plupart des invités se présentent à Athènes le 10 mai. Ils sont alors accueillis par la reine Frederika, le diadoque Constantin et la princesse Alice de Battenberg, veuve d'André de Grèce, qui se succèdent à l'aéroport pour leur souhaiter la bienvenue. 
Arrivée dans la capitale hellénique, chaque famille princière se voit assigner une voiture avec chauffeur ainsi qu'un accompagnateur issu de la bonne société grecque. Chargé de guider les invités et de les informer sur le déroulement des festivités, ce dernier participe aux apéritifs servis chaque jour aux convives mais se retire, à chaque fois, au moment du buffet. La plupart des invités sont logés à l'hôtel Grande-Bretagne et à l'hôtel King George, situés non loin du palais royal,. Certains, comme Lord Mountbatten, choisissent néanmoins de résider dans l'ambassade de leur pays.
En plus de leurs chambres d'hôtel, les invités princiers reçoivent les clés de motels situés à proximité de la plage d'Asterie, à Glyfáda. Réaménagés pour l'occasion et attribués à un groupe familial, chacun de ces motels est pourvu d'une salle à manger avec terrasse, d'un bar et d'une salle de bal avec deux groupes de musiciens. Pour un meilleur confort des convives, la plage de galets est garnie de cabines destinées à faciliter la baignade en journée.

### Fêtes préliminaires

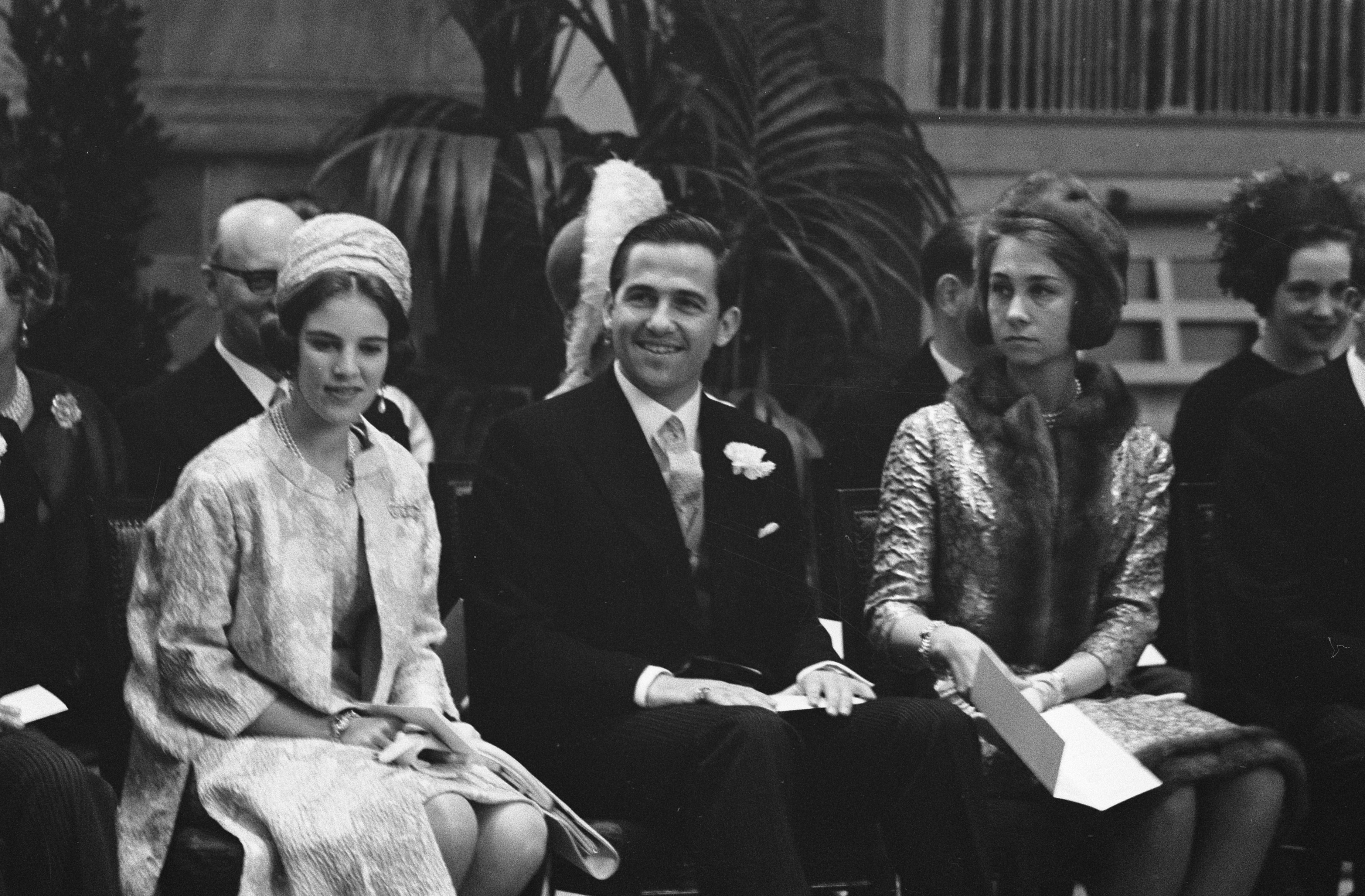
Constantin de Grèce entouré d'Anne-Marie de Danemark et de Sophie de Grèce (1966).

Les festivités liées au mariage de Juan Carlos et Sophie commencent dès le 10 mai 1962. Elles débutent par une soirée organisée à l'hôtel Grande-Bretagne à l'attention des princes et princesses issus de la même génération que les fiancés. Le diadoque Constantin y joue les amphitryons,,. Le lendemain, 11 mai, le roi Paul Ier offre aux invités princiers un déjeuner au restaurant Asteria, sur la plage de Glyfáda. Composé de spécialités grecques (poisson frit, agneau rôti, kefta, fraises de Corfou et retsina), il est présenté sous forme de buffet,. Le soir, une première grande réception est donnée au palais royal à l'attention des invités princiers et des ambassadeurs extraordinaires,. Le prince Bernhard des Pays-Bas y danse, avec sa fille Margriet, un twist qui produit le plus grand effet. 
Après une journée passée à la plage, la soirée du 12 mai est consacrée à un nouveau dîner suivi d'un bal au palais royal. Revêtus de leurs plus belles toilettes et parés de leurs plus beaux bijoux, les invités princiers sont photographiés tour à tour sur les marches du grand escalier du palais royal. Le roi Paul Ier de Grèce ouvre ensuite le bal en exécutant une danse remarquée avec la princesse Grace de Monaco, sur la Valse de l'Empereur de Johann Strauss II,. Cette soirée permet aux convives les plus âgés, comme l'infant Alphonse d'Orléans et les princesses Alice de Battenberg et Marie Bonaparte, de se retrouver pour partager leurs vieux souvenirs. Elle est aussi l'occasion pour Lord Mountbatten de scandaliser sa fille Patricia et sa sœur, la reine de Suède, en manifestant un intérêt appuyé pour la princesse Marie-Gabrielle de Savoie. 
Le lendemain, 13 mai, Juan Carlos et Sophie passent la journée avec les Espagnols venus en nombre à Athènes pour assister à leurs noces,. Les invités royaux bénéficient donc d'un moment de liberté, qu'ils occupent selon leur bon vouloir.

### Afflux d'Espagnols à Athènes

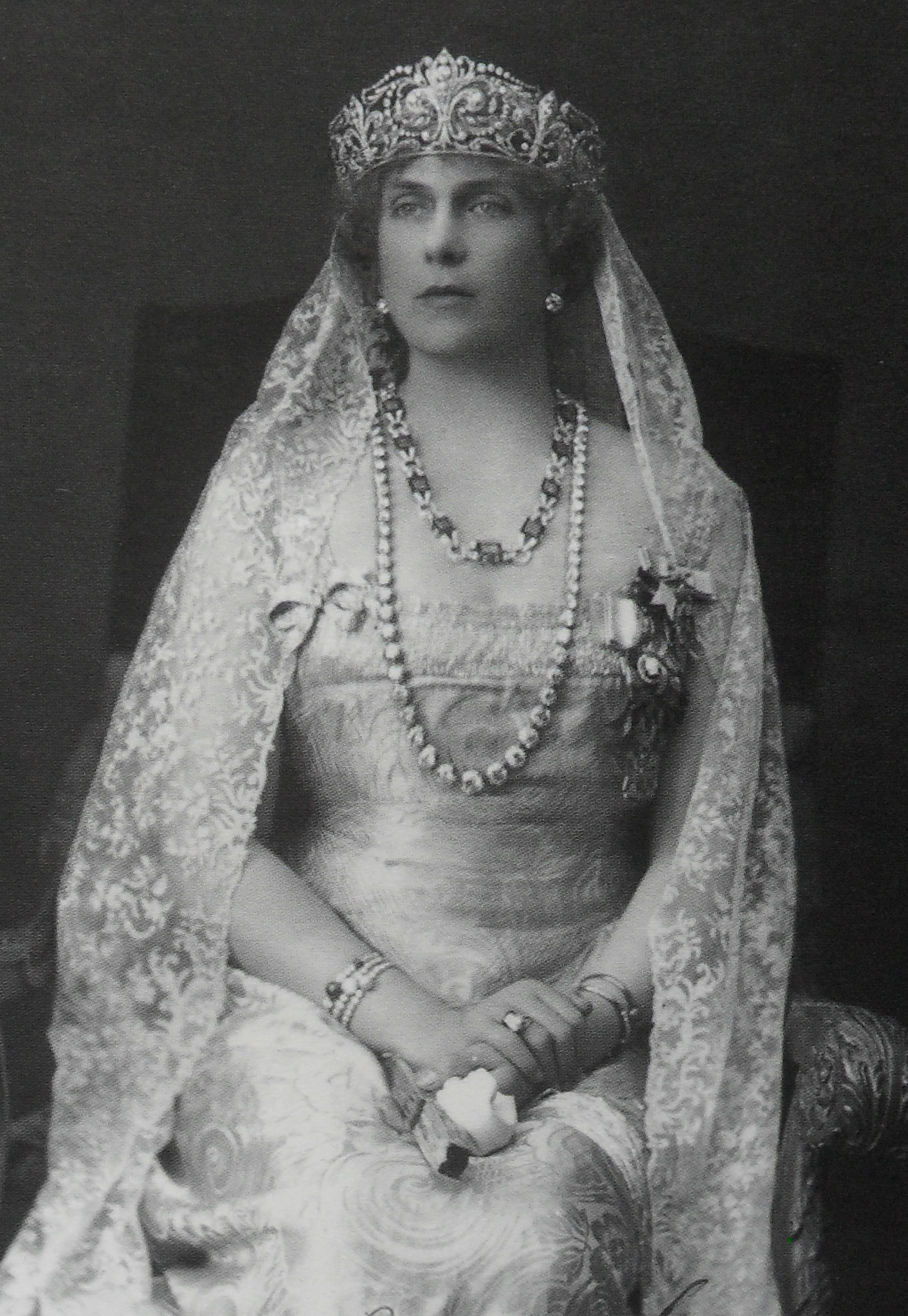
La reine Victoire-Eugénie (1922), grand-mère de Juan Carlos.

Invité au mariage par le comte de Barcelone et Juan Carlos lui-même, le général Franco refuse de s'y rendre, sous le prétexte qu'il n'a pas été convié par les autorités grecques. Conscient que sa présence pourrait inciter d'autres chefs d'État à ne pas assister aux noces et peu désireux d'affronter de nouvelles déconvenues, le Caudillo ne veut pas non plus donner l'impression d'adouber don Juan,, qui n'est pas le seul candidat en lice pour prendre sa succession. Le dictateur espagnol n'en envoie pas moins le ministre de la Marine, Felipe José Abárzuza y Oliva, pour le représenter au mariage,. Arrivé au Pirée le 10 mai 1962, ce dernier traverse la Méditerranée à bord du Canarias, navire amiral de la flotte espagnole,, en compagnie de 935 marins.  
À côté de ces officiels, plus de 5 000 citoyens espagnols font le déplacement jusqu'à Athènes pour assister aux noces de celui qu'ils considèrent comme le prince des Asturies. Préparée en amont par le Conseil privé du comte de Barcelone, qui a facilité la location d'avions, de bateaux de croisière et d'hôtels, cette arrivée massive de partisans de la restauration s'accompagne d'une intense propagande monarchiste. Illustrée par la publication, entre le 11 et le 15 mai, d'un quotidien de 64 pages, le Diario español de Atenas, cette activité politique donne lieu à une protestation officielle de l'ambassadeur d'Espagne auprès du gouvernement hellène,. 
Afin d'accueillir au mieux les voyageurs ibériques et de leur offrir la possibilité de saluer les fiancés, deux réceptions sont organisées à leur attention par les autorités grecques : la première, donnée par le maire d'Athènes, au stade panathénaïque (le 11 mai, au matin) et la seconde, offerte par Paul Ier et Frederika, dans les jardins du palais royal (le 12 mai, à midi). Un cocktail est, par ailleurs, donné par le régime franquiste au club de tennis de la capitale (le 13 mai, dans l'après-midi),. Il est l'occasion d'honorer officiellement la présence de la reine douairière Victoire-Eugénie, arrivée dans la capitale hellénique le 10 mai. Outre ces trois événements, un bal est organisé dans la soirée du 13 par l'ambassade espagnole à bord du Cabo San Vicente, l'un des navires de croisière affrétés par le secrétariat du comte de Barcelone. Invités par l'amiral Abárzuza y Oliva, le prétendant espagnol et son épouse y sont honorés d'une Marcha Real, privilège qui leur avait été refusé jusque-là.

## Déroulement du mariage
La plupart des auteurs présentent le mariage de Juan Carlos et Sophie comme la succession de trois cérémonies : une selon le rite catholique, la religion de Juan Carlos, à la cathédrale Saint-Denis, une selon le rite orthodoxe, la religion de Sophie, à la cathédrale métropolitaine d'Athènes, et une cérémonie civile (grecque) dans la salle du trône du palais royal,,. Le journaliste Fernando Rayón précise cependant qu'une quatrième cérémonie, civile et espagnole, s'est également tenue au sein du palais royal.

### Courroux princier avant les festivités

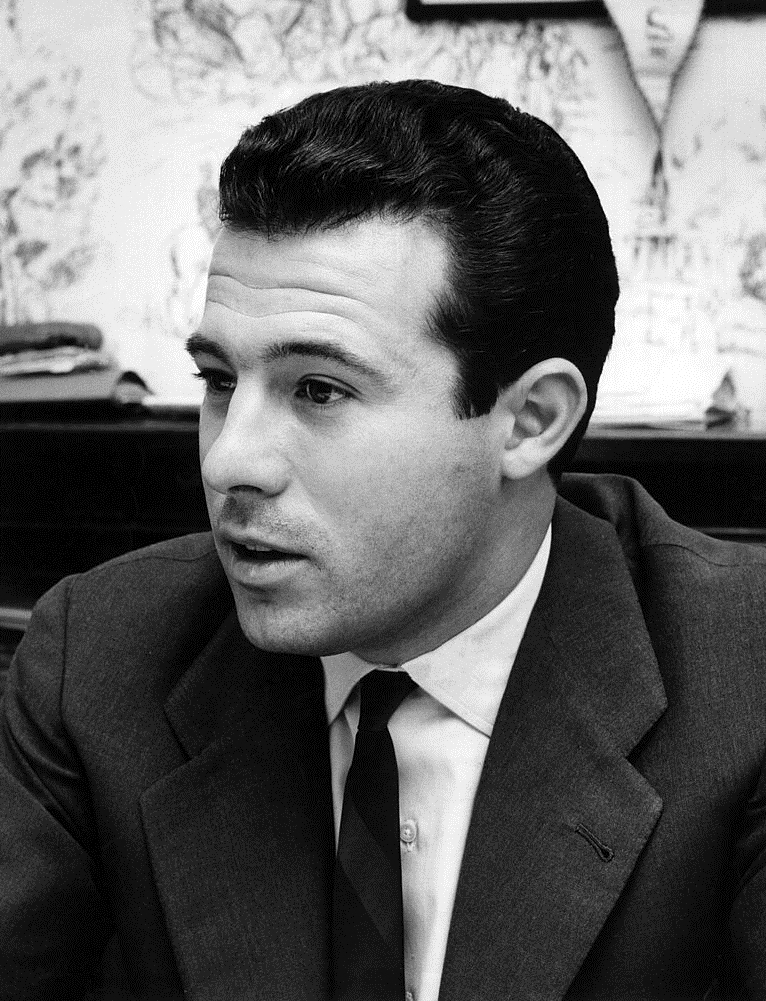
Le prince Alphonse de Bourbon (1963).

Avant le début des cérémonies, un détail provoque la colère du prince Alphonse de Bourbon lors de la distribution du programme officiel du mariage. Choisi comme témoin de Juan Carlos, il y est en effet mentionné sous le seul nom de « don Alphonse de Bourbon-Dampierre », sans titre ni prédicat, ce qui est jugé insultant par le prince. Alphonse envisage alors de quitter les festivités, obligeant la reine douairière Victoire-Eugénie à intervenir pour assurer son petit-fils de la bonne foi de son cousin,. Dans ses mémoires, la duchesse de Ségovie, mère du prince, en impute la responsabilité à don Juan, opposé aux prétentions dynastiques de son frère aîné,. Quoi qu'il en soit, la reine Victoire-Eugénie parvient finalement à convaincre Alphonse de rester pour le mariage, mais le prince ne conserve pas moins une certaine amertume de cette humiliation.

### Départ du cortège nuptial
Le cortège nuptial part du palais royal d'Athènes vers 9 h 30. Il est ouvert par un groupe de six cavaliers suivis d'une série de douze automobiles, transportant les souverains invités aux noces et les demoiselles d'honneur de Sophie. Parmi ces voitures, une première conduit la reine Frederika et le comte de Barcelone et une seconde la comtesse de Barcelone avec l'infant Juan Carlos. Une fois cette première salve de véhicules partie, le carrosse royal sort du palais, avec à son bord le roi des Hellènes et sa fille aînée. Tiré par six chevaux blancs venus d'Allemagne, le carrosse est escorté par le diadoque Constantin, qui monte un étalon de couleur marron, et par vingt-six cavaliers de la garde royale.

### Tenues des mariés

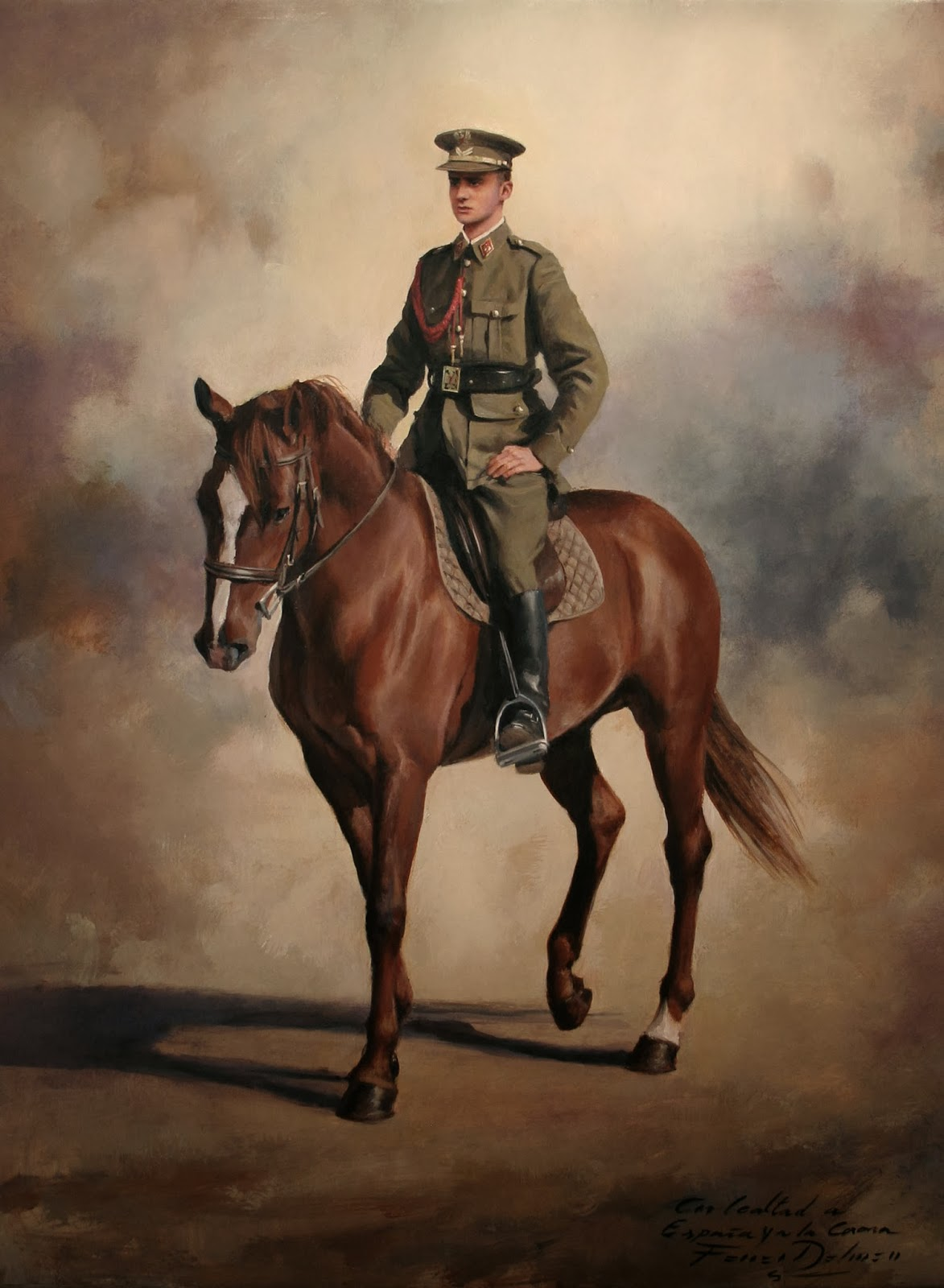
Portrait équestre de Juan Carlos revêtu de son uniforme (par Augusto Ferrer-Dalmau).

Le jour de ses noces, Sophie de Grèce porte une robe de mariée à longue traîne, conçue par le couturier parisien d'origine gréco-égyptienne Jean Dessès,, faite de lamé argenté et d'organza. Le voile en tulle de Bruxelles, incrusté de dentelle de Gand, est celui que portait sa mère, la reine Frederika, lors de son mariage avec Paul de Grèce en 1938,,. Il est maintenu sur la tête de Sophie par la tiare en diamants de sa grand-mère maternelle, la princesse Victoria-Louise de Prusse,. Enfin, la princesse porte des chaussures réalisées par le créateur Roger Vivier. 
Juan Carlos revêt, pour sa part, son uniforme de lieutenant de l'armée espagnole et arbore notamment le collier de l'ordre espagnol de la Toison d'or et le grand cordon de l'ordre grec de Georges Ier,. Arrivé à Athènes le 14 avril, l'infant s'est blessé à la clavicule en s'exerçant au judo avec le diadoque Constantin le jour même,,. Sa blessure le faisant encore beaucoup souffrir, il porte, sous sa tenue, un bandage serré qui lui donne un air tendu lors des cérémonies.

### Cérémonie catholique et mariage civil espagnol

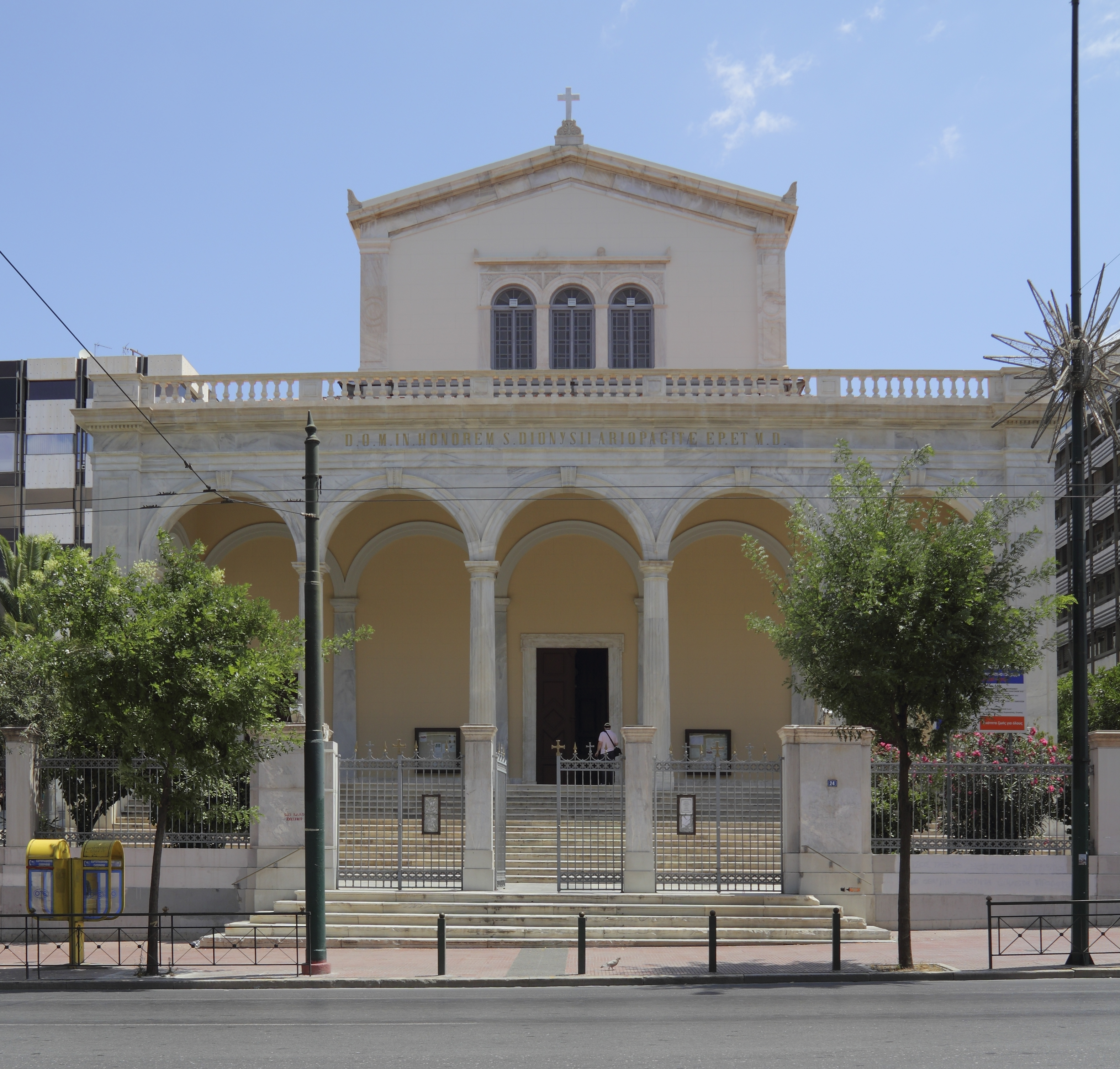
La cathédrale Saint-Denis (2013).

Organisée à la cathédrale Saint-Denis, qui a été entièrement décorée d'œillets rouges et jaunes (couleurs de l'Espagne) pour l'occasion,,, la cérémonie catholique commence à 10 heures. D'une durée de quarante-cinq minutes, elle est célébrée par Venédiktos Príntezis, archevêque d'Athènes,, assisté de Mgr Brindisi. 
La messe est prononcée en espagnol, en latin et en français,. Le duc de Noto, cousin de Juan Carlos, officie comme témoin. Le Kyrie, le Sanctus et le Benedictus de la Messe du Couronnement de Mozart, passages choisis par la mariée, sont chantés par la chorale de la cathédrale. Lors du consentement, Sophie oublie de demander l'accord de son père avant de dire oui et se met alors à pleurer. Trente-trois ans plus tard, en 1995, sa fille, l'infante Elena, commet le même impair lors de son mariage avec Jaime de Marichalar,. 
À l'issue de la cérémonie, les mariés sortent de la cathédrale au son du Grand Alléluia de Haendel, sous une haie d'honneur formée par des officiers espagnols des trois armes. La sortie du couple est saluée par les applaudissements de la foule, tandis que 21 coups de canon sont tirés du Lycabette, point culminant d'Athènes. La présence de la reine douairière Victoire-Eugénie au mariage autorise, par ailleurs, les militaires espagnols présents à jouer la Marcha Real,.
Cette première étape terminée, les mariés montent à bord du carrosse et rentrent au palais royal, où leur mariage est inscrit sur le registre d'état-civil par un représentant de l'ambassade d'Espagne. À cette occasion, les princes Michel de Grèce et Amédée de Savoie-Aoste officient comme témoins de Sophie tandis que les princes Alphonse d'Orléans et Alphonse de Bourbon font de même pour Juan Carlos.

### Cérémonie orthodoxe et mariage civil grec

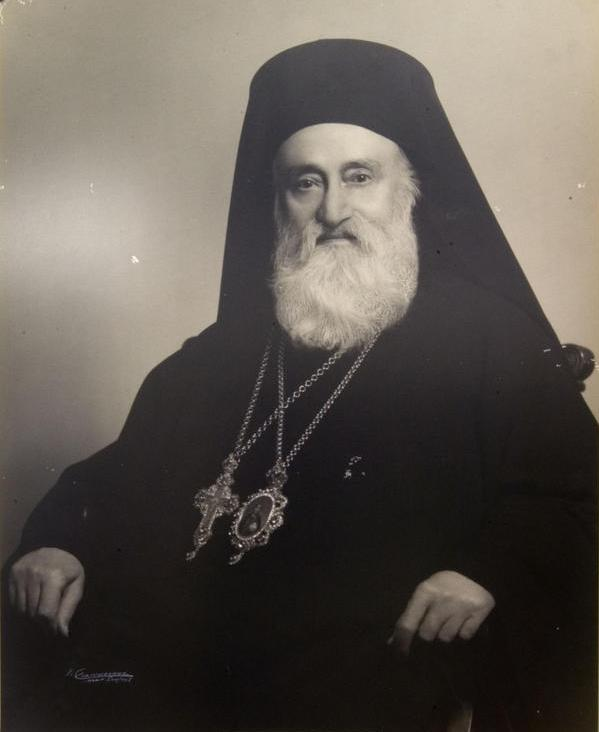
L'archevêque-primat Chrysostome II.

Après cet intermède au palais royal, le cortège nuptial prend la direction de la cathédrale de l'Annonciation, où la cérémonie orthodoxe débute à midi,. Comme le matin, Sophie effectue le trajet au côté de son père, dans le carrosse royal, tandis que Juan Carlos se rend à la cathédrale dans une voiture ouverte, avec la comtesse de Barcelone.
Organisée en présence des douze évêques du Saint-Synode mais présidée par Chrysostome II, archevêque d'Athènes et de toute la Grèce,, la cérémonie orthodoxe se déroule dans une chaleur suffocante. Le roi Paul Ier y agit en tant que koumbaros (parrain du mariage). Pendant toute une partie de la cérémonie, des couronnes sont tenues au-dessus des têtes des mariés par le roi des Hellènes et les témoins,. 
Après avoir partagé une coupe de vin rituel pour sceller leur union, les mariés se livrent finalement à la « danse d'Isaïe ». Guidés par l'archevêque, les époux tournent trois fois autour de l'autel, sur lequel ont été disposés un plateau d'argent rempli d'amandes et une Bible,. La cérémonie s'achève par des chants grégoriens entonnés par un chœur d'enfants. 
Selon Guy de Girard de Charbonnières, alors ambassadeur de France en Grèce, le mariage orthodoxe provoque un certain malaise au sein de la famille royale espagnole, dont la « curiosité se transforma en indignation devant les gestes rituels que le prince des Asturies était contraint d'accomplir »,. Le journaliste Fernando Rayón met en doute la véracité des dires du diplomate, qui rendrait, dans son récit, la vue à l'infante Margarita, pourtant connue pour être aveugle de naissance. Rien de tel n'apparaît pourtant dans l'ouvrage de l'ambassadeur de France, qui évoque clairement le trouble des infantes Béatrice et Marie-Christine d'Espagne ainsi que celui de la comtesse de Barcelone, sans jamais faire référence à la petite sœur de Juan Carlos.

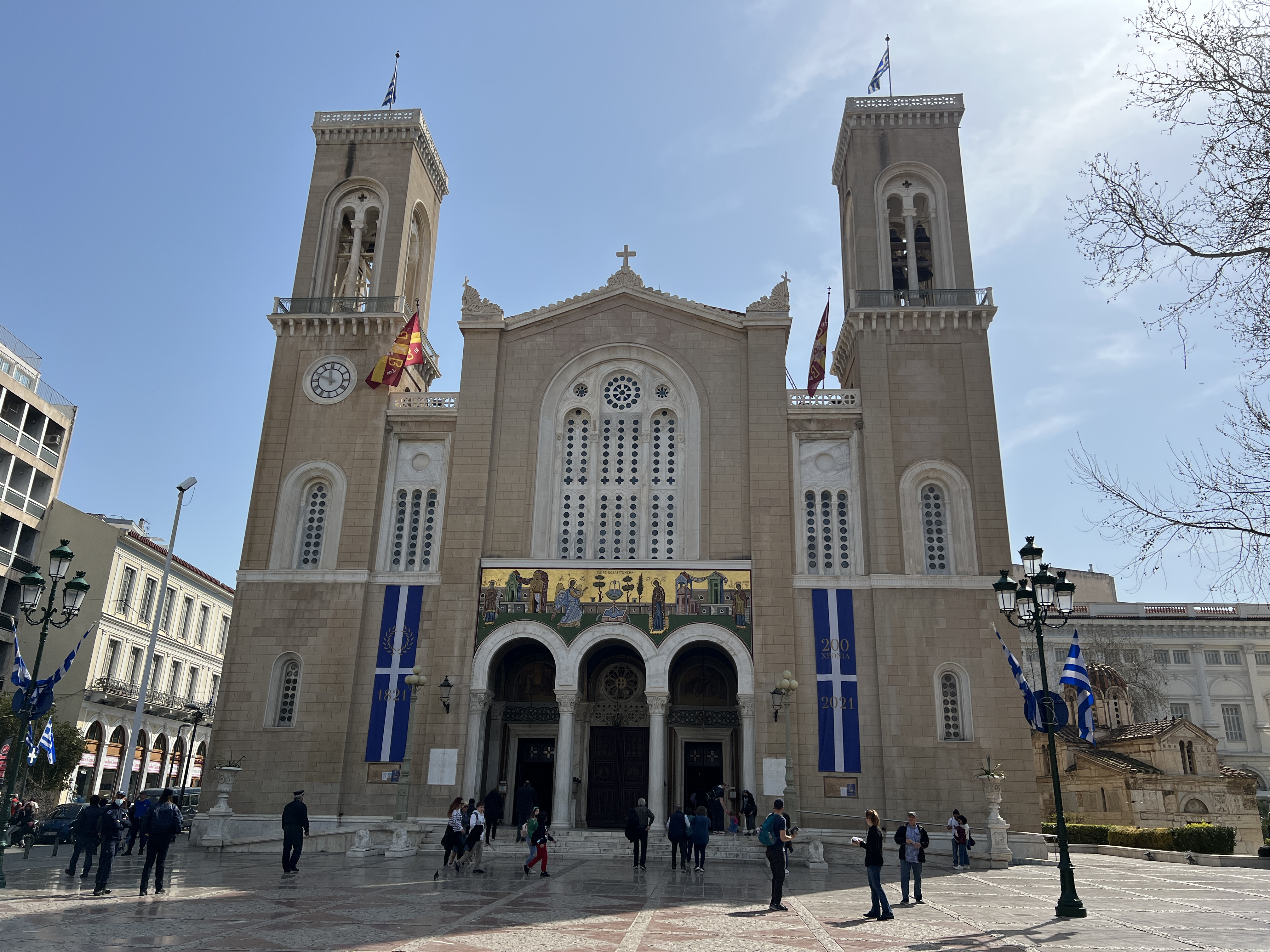
La cathédrale de l'Annonciation (2022).

Une fois la seconde cérémonie religieuse terminée, les mariés retournent au palais royal, où un deuxième mariage civil, grec celui-là, se déroule dans la salle du trône, devant le maire d'Athènes, Ángelos Tsoukalás, et le président du Conseil d'État, Charílaos Mitrélias. Sont également présents le Premier ministre, Konstantínos Karamanlís, et le ministre de la Justice, Konstantínos Papakonstantínou, qui officient comme notaires,.

### Déjeuner nuptial
Une fois les quatre cérémonies terminées, le mariage est suivi d'un banquet servi dans les jardins du palais royal. Donné à l'attention des invités princiers et des représentants des corps constitués, le menu se compose d'un cocktail de langoustes, d'un suprême de volaille à la manière du chef, de légumes, de foie gras à la gelée, de salade, de moka et de fruits,. Le déjeuner s'achève par les discours du roi Paul Ier, du comte de Barcelone et du Premier ministre, Konstantínos Karamanlís.

## Invités et oubliés

### Témoins et demoiselles d'honneur

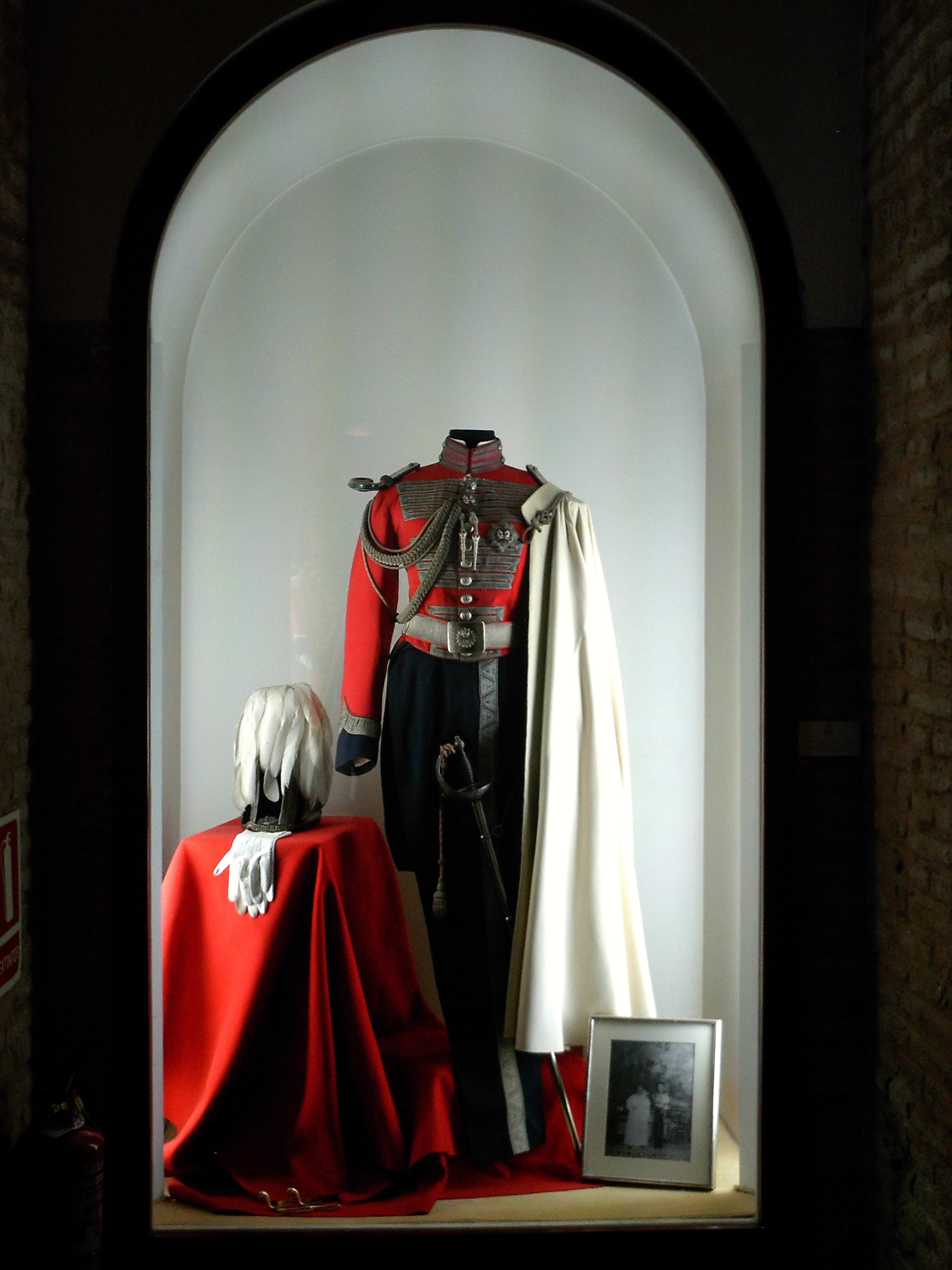
L'uniforme de la Real Maestranza de Caballería de Séville, porté par le duc de Noto lors du mariage.

Tout au long des quatre cérémonies nuptiales, l'infant Juan Carlos est accompagné par différents princes européens qui jouent, tour à tour, les rôles de témoins et/ou de koumbáros (c'est-à-dire de parrains du mariage orthodoxe). Il s'agit du diadoque Constantin de Grèce, du prince Michel de Grèce, du prince Alphonse de Bourbon, de l'infant Alphonse d'Orléans (duc de Galliera), du prince Charles de Bourbon-Siciles (duc de Noto), du prince Marino Torlonia, du prince royal Victor-Emmanuel de Savoie, du prince Amédée de Savoie (duc d'Aoste), du prince royal François de Bavière, du prince Christian de Hanovre, du prince Charles de Hesse-Cassel et du prince Louis de Bade,,.
De son côté, Sophie est entourée de huit demoiselles d'honneur venues de différents pays : la princesse Irène de Grèce, la princesse Tatiana Radziwill, l'infante María del Pilar d'Espagne, la princesse Alexandra de Kent, les princesses Anne-Marie et Benedikte de Danemark, la princesse Irène des Pays-Bas et la princesse Anne d'Orléans,,,. Chacune d'elles porte une tenue élaborée par le couturier Jean Dessès.
Parmi ces jeunes gens, deux couples se forment durant les épousailles : celui de Constantin de Grèce et d'Anne-Marie de Danemark (qui se marient à Athènes en 1964) et celui de Charles de Bourbon-Siciles et d'Anne d'Orléans (qui s'unissent à Dreux en 1965),. Cela fait dire à Sophie qu'elle a « porté bonheur à ses demoiselles d'honneur ».
Deux autres membres de ce groupe de jeunes princes et princesses jouent, dans les années qui suivent le mariage, un rôle plus néfaste dans la vie de Juan Carlos et Sophie. C'est d'abord le cas d'Alphonse de Bourbon, qui flirte avec les milieux phalangistes espagnols et épouse, en 1972, une petite-fille de Franco, devenant un candidat crédible à la succession du dictateur,,. C'est aussi le cas de la princesse Irène des Pays-Bas, qui s'unit, en 1964, au prince Charles-Hugues de Bourbon-Parme, chef de file des carlistes et lui aussi candidat à la couronne d'Espagne,,.

### Invités notables
Quelque 143 représentants de 27 familles souveraines ou anciennement souveraines européennes assistent aux cérémonies. Un tel afflux de têtes couronnées n'avait pas été vu depuis le mariage de la princesse Élisabeth et de Philip Mountbatten, en 1947,. 

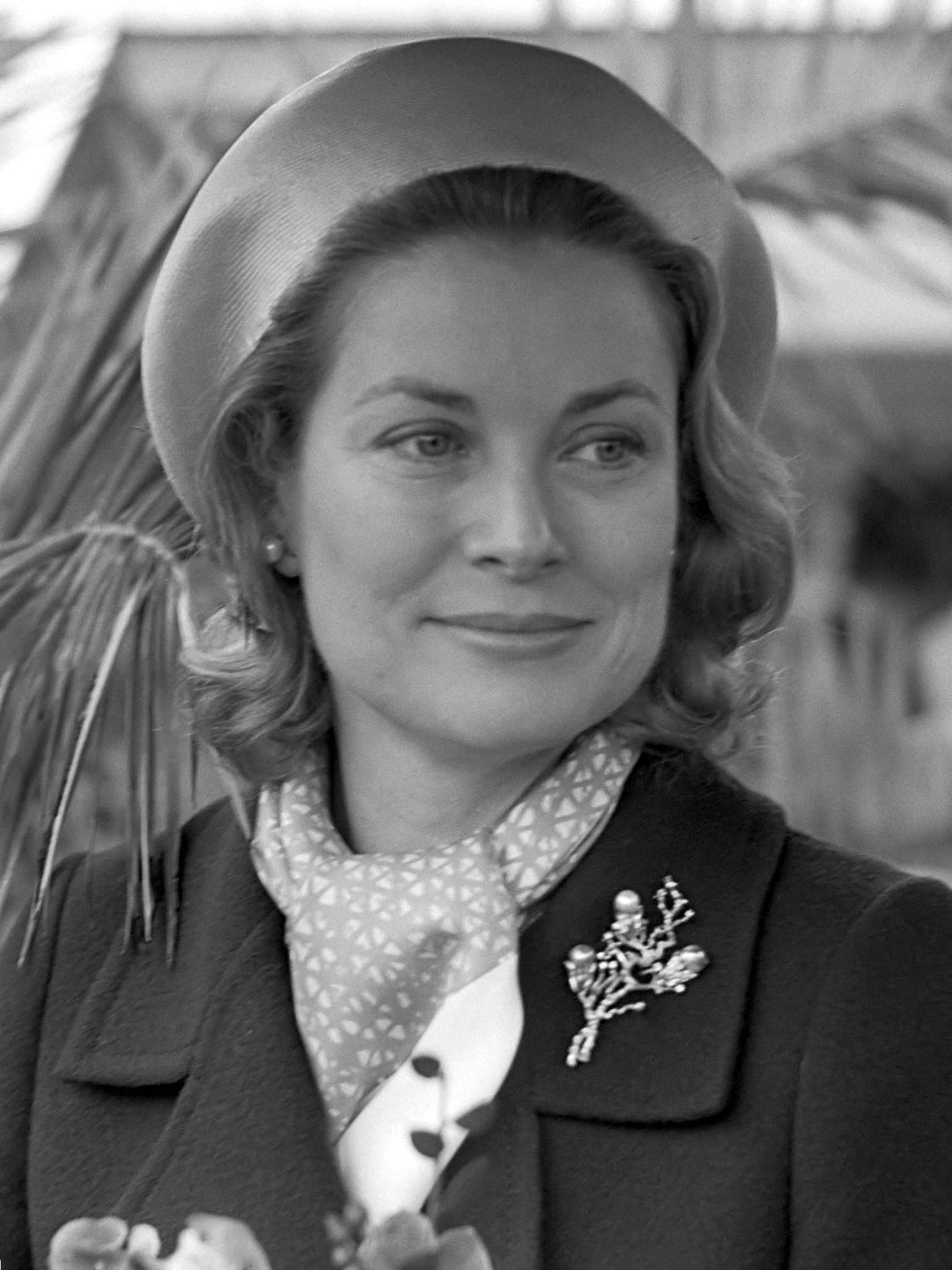
La princesse Grace de Monaco (1972) est l'une des invitées les plus remarquées du mariage.

Parmi ces nombreux invités, on peut notamment citer :
- la reine Ingrid de Danemark[179],[180] ;
- la reine Juliana et le prince Bernhard des Pays-Bas[179],[181] ;
- le roi Olav V de Norvège[179],[182] ;
- le prince Rainier III et la princesse Grace de Monaco[182],[113] ;
- le prince François-Joseph II et la princesse Georgina de Liechtenstein[183] ;
- le prince Jean et la princesse Joséphine-Charlotte, grand-duc et grande-duchesse héréditaires de Luxembourg[179],[183] ;
- la princesse Sibylle de Suède, duchesse douairière de Västerbotten[179],[184] ;
- l'ex-roi Humbert II et l'ex-reine Marie-José d'Italie[185] ;
- l'ex-roi Michel Ier et l'ex-reine Anne de Roumanie[184] ;
- l'ex-régent Paul et la princesse Olga de Yougoslavie[186] ;
- le prince Henri et la princesse Isabelle d'Orléans, comte et comtesse de Paris[161],[187] ;
- le prince Pierre et la princesse Esperanza d'Orléans-Bragance, prince et princesse du Brésil[180] ;
- le prince Édouard et la princesse Françoise de Portugal, duc et duchesse de Bragance[181] ;
- la princesse Marina, duchesse de Kent[179],[188] ;
- Lord Louis Mountbatten, comte de Birmanie[182] ;
- la princesse Marie Bonaparte, princesse de Grèce et de Danemark[161],[189].

### Absences remarquées
En dépit du grand nombre d'invités présents aux noces princières, quelques absences se font également remarquer.
Côté espagnol, la non participation aux noces du Caudillo est en partie atténuée par l'envoi du ministre de la Marine, Felipe José Abárzuza y Oliva, à Athènes. L'absence du duc de Ségovie, frère aîné du comte de Barcelone, souligne par contre la mésentente des deux princes et le maintien de ses prétentions dynastiques par l'aîné des Bourbons.
Côté grec, l'absence de la duchesse douairière de Brunswick, grand-mère maternelle de Sophie, se fait encore davantage remarquer. Elle s'explique par la querelle d'héritage qui divise alors la maison de Hanovre et qui aboutit, en décembre 1962, à un scandale médiatico-judiciaire, lorsque la justice hellène fait condamner « pour atteinte à la reine » des journalistes ayant publié une interview acrimonieuse de l'illustre oubliée,,.
De manière plus anecdotique, on constate l'absence, pour des raisons diplomatiques, de la famille royale de Belgique,, et celle des Romanov, qui n'ont pas été conviés au mariage.

## Couverture médiatique
La Grèce, qui ne dispose pas encore de la télévision (celle-ci n'arrive qu'en 1966), décide de faire appel aux services de l'Eurovision pour enregistrer le mariage sur une bande magnétique qui est ensuite envoyée à Rome, d'où elle est diffusée sur le reste du continent,. Alors que la plupart des télévisions européennes retransmettent les noces en couleur, les quelques images diffusées en Espagne sont en noir et blanc.
La presse espagnole traite abondamment du mariage de Juan Carlos et Sophie dans ses colonnes. Cependant, à la demande du régime franquiste, elle ne couvre presque pas la cérémonie orthodoxe et évite, autant que faire se peut, d'évoquer le comte et la comtesse de Barcelone,,. Désireux de montrer l'unité de la famille royale espagnole, le journal ABC insiste par contre sur la présence, à Athènes, du prince Alphonse de Bourbon, soulignant par là l'isolement du duc de Ségovie.

## Présents divers

### Décorations décernées aux jeunes mariés
À l'occasion de leur mariage, Juan Carlos et Sophie reçoivent plusieurs décorations. Le régime franquiste leur décerne ainsi le collier et la grand-croix de l'ordre de Charles III, honneur inédit pour une femme à l'époque,,. La princesse grecque reçoit, en outre, du comte de Barcelone l'insigne de l'ordre de la Reine Marie-Louise. De son côté, l'infant espagnol reçoit du roi des Hellènes plusieurs décorations grecques, parmi lesquelles la grand-croix de l'ordre du Sauveur.

### Cadeaux de mariage
Juan Carlos fait cadeau à Sophie d'une bague en rubis et Sophie lui offre un étui à cigarettes en or et saphir. 
Le roi Paul Ier offre au couple une caravelle en argent doré anglaise du XVIIIe siècle et un manteau en vison. La reine Frederika offre à Sophie une commode en acajou, un service en argent et la tiare en diamants qu'elle portait le jour du mariage, et à Juan Carlos un anneau sigillaire en or du Ve siècle av. J.-C. avec un camée d'agate orangée,. Le diadoque Constantin et sa sœur Irène font cadeau de trois bracelets en or incrustés de pierres précieuses. Enfin, le gouvernement grec offre un collier de perles.

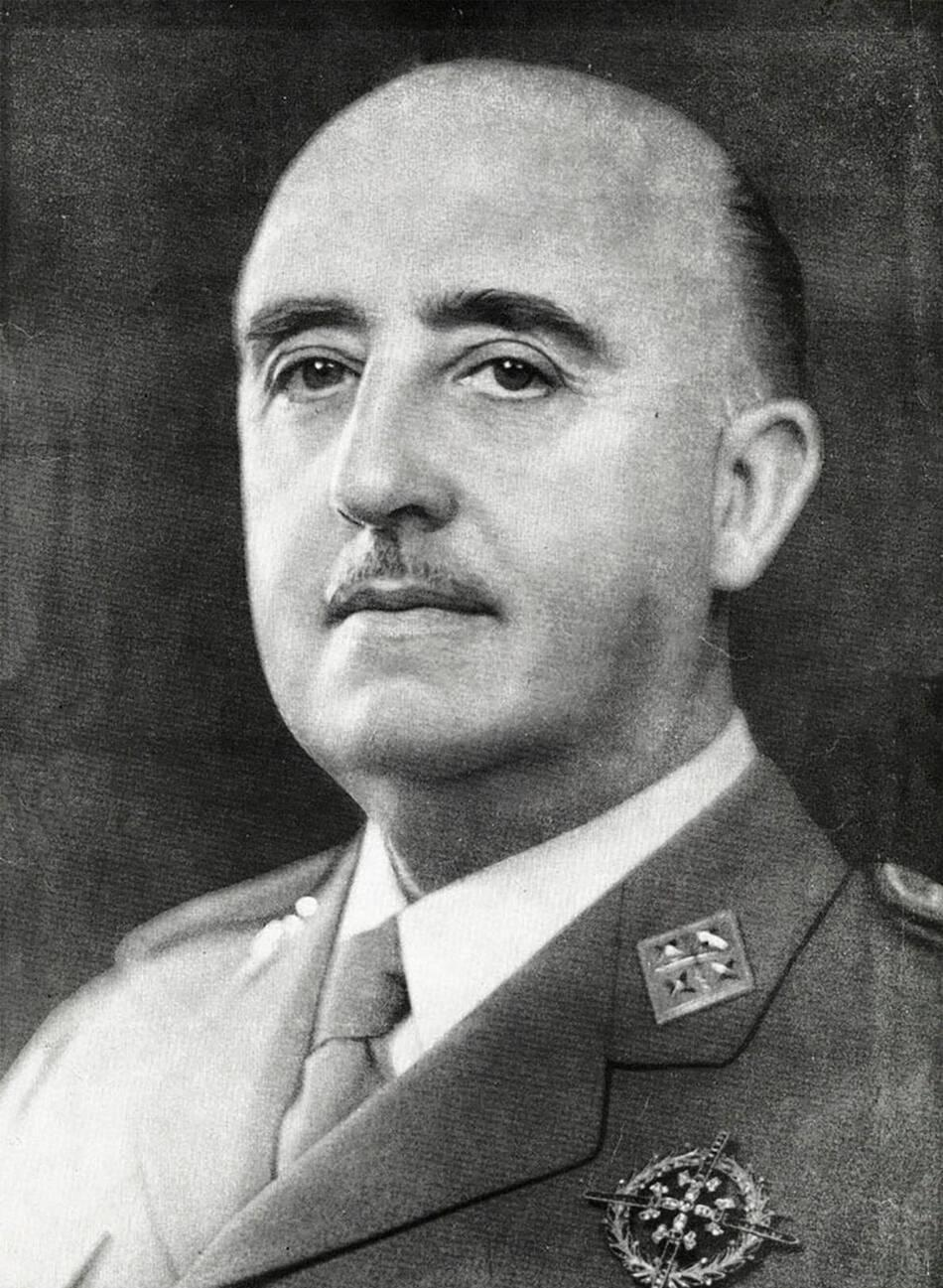
Francisco Franco (1964) offre plusieurs présents aux jeunes mariés.

La reine douairière Victoire-Eugénie fait cadeau d'un bracelet en saphirs et rubis, tandis que le comte et la comtesse de Barcelone offrent un diadème issu des collections de la famille royale. Quant au général Franco, il offre à Sophie un diadème transformable en broche ou en collier,,, porté en 1997 par l'infante Cristina lors de son mariage avec Iñaki Urdangarin, et à Juan Carlos un secrétaire en argent du XVe siècle,. 
La reine Élisabeth II fait présent d'un service de table en porcelaine blanche et dorée, et le duc de Gloucester de vaisselle en argent. Le roi Baudouin de Belgique fait cadeau de douze coupes à fruits en argent plaqué or, tandis que le roi et la reine de Danemark offrent de la vaisselle en porcelaine de Copenhague. Le prince et la princesse de Monaco font cadeau d'un voilier,. La reine des Pays-Bas offre trois vases en porcelaine de Delft et le roi de Norvège un service à café d'or et d'argent. Le comte et la comtesse de Paris offrent de la vaisselle de Sèvres. L'ex-roi Humbert II d'Italie fait cadeau d'une épingle en diamants,.
John Fitzgerald Kennedy, président des États-Unis, offre au couple un porte-cigarette de table en or. Le général de Gaulle envoie à Athènes un nécessaire de voyage avec des flacons en cristal de Baccarat,. Un vase en porcelaine du XVIe siècle et un brocart sont offerts aux mariés par le président de la république de Chine, Tchang Kaï-chek.
Les armateurs grecs Aristote Onassis et Stávros Niárchos offrent respectivement une fourrure de zibeline, et une parure de rubis et diamants de Van Cleef & Arpels composée d'un diadème, d'un double collier et de boucles d'oreilles. Le duc et la duchesse de Montellano font cadeau de boucles d'oreilles du XVIIIe siècle et la duchesse d'Albe d'un porte-cigarette en jade. En outre, cette dernière ouvre un compte courant à la Banque d'Espagne afin que les Espagnols qui le souhaitent puissent faire un don au couple princier. Grâce à cette initiative, les jeunes mariés reçoivent une somme à peu près équivalente à celle donnée à Sophie en guise de dot par l'État grec,.

### Résidence en Espagne
Après leur mariage, Juan Carlos et Sophie reçoivent un autre présent de la part du Caudillo : le palais de la Zarzuela. Situé dans la banlieue de Madrid, non loin du palais du Pardo, cet ancien pavillon de chasse royal qui a déjà accueilli Juan Carlos par le passé est alors en cours de réaménagement. Conscient de l'opposition du comte de Barcelone, qui voudrait voir son fils s'installer à ses côtés à Estoril, le dictateur cherche en effet à vaincre les réticences du couple princier et à le persuader de faire de l'Espagne sa résidence permanente,.

## Postérité

### Voyage de noces
Le voyage de noces de Juan Carlos et Sophie dure quatre mois, et mêle loisirs et rencontres à caractère plus politique. Le couple passe les premiers jours de sa lune de miel à bord de l’Eros, l'un des yachts de Stávros Niárchos,. À bord du voilier, les jeunes mariés se rendent sur l'île de Spetsopoula, également propriété de l'armateur grec,. Quelques jours après leur arrivée, les princes reçoivent la visite de leurs parents respectifs,,.

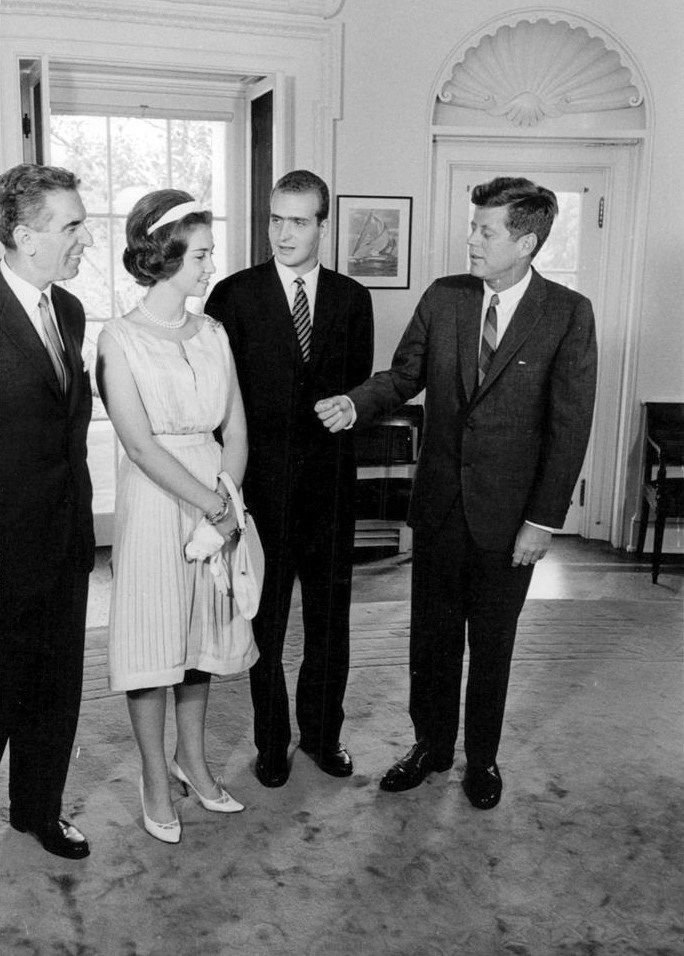
Le prince et la princesse avec le président américain John Fitzgerald Kennedy (1962).

Le couple se rend ensuite à Corfou, où Sophie effectue son entrée au sein de la communauté catholique, le 31 mai 1962,. Après quelques jours passés à Mon Repos, les jeunes mariés poursuivent leur voyage en voilier jusqu'à Rome, où une audience est prévue auprès du pape Jean XXIII pour le remercier de son intervention au moment des négociations du mariage. Reçus par le souverain pontife le 4 juin, Juan Carlos et Sophie ne semblent nullement avoir été admonestés pour être allés au-delà de la dispense matrimoniale qui leur interdisait de répéter les sacrements du mariage lors de la cérémonie orthodoxe. 
De la capitale italienne, où il séjourne chez le prince Alessandro Torlonia, oncle de Juan Carlos, le couple se rend par avion en Espagne, où il arrive le 5 juin. En dépit des réticences du comte de Barcelone et de son entourage, mais avec la bénédiction de la reine douairière Victoire-Eugénie, les jeunes mariés souhaitent en effet rendre visite au général Franco pour le remercier personnellement des marques de bienveillance qu'il leur a données durant leurs noces,. Reçus au Pardo par le dictateur et son épouse, les jeunes mariés sont traités avec une grande amabilité par le chef de l'État, qui se montre charmé par Sophie,. 
Après cette entrevue, le couple se rend à Monaco, où il est reçu par le prince Rainier III et la princesse Grace. Commence ensuite un tour du monde de deux mois, qui mène d'abord Juan Carlos et Sophie en Asie. En Inde, ces derniers rencontrent Nehru et sa fille Indira Gandhi, ce qui provoque l'ire du gouvernement portugais, toujours en froid avec New Delhi à cause de l'annexion de Goa. Au Népal, les jeunes mariés sont reçus par le roi Mahendra. En Thaïlande, ils font la connaissance du roi Rama IX et de la reine Sirikit Kitiyakara. Aux Philippines, ils sont reçus par le président Diosdado Macapagal. Enfin, au Japon, ils ont une audience avec le prince héritier Akihito,. 
Le voyage de noces se clôture par un long séjour aux États-Unis, qui les conduit tour à tour à Hawaï, en Californie, en Nouvelle-Angleterre et en Floride. À Washington, le couple est reçu durant une demi-heure par le président John Fitzgerald Kennedy,,. Le 13 septembre 1962, Juan Carlos et Sophie quittent le continent américain pour se rendre au Royaume-Uni, d'où ils gagnent Estoril. Ce n'est finalement qu'en février 1963 que le couple est autorisé par le comte de Barcelone à s'installer au palais de la Zarzuela,.

### Vie de couple et accession au trône d'Espagne

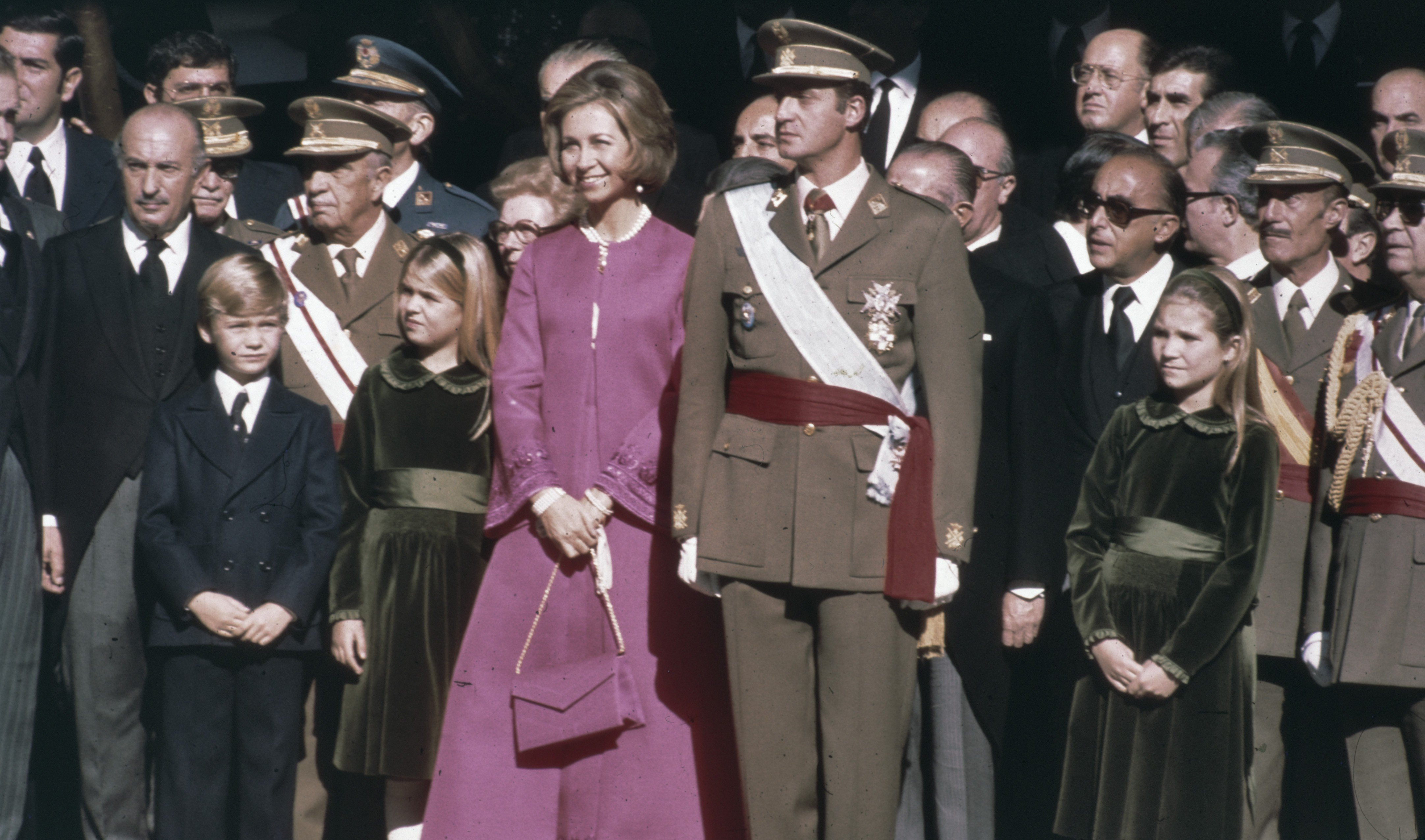
Sophie et Juan Carlos entourés de leurs trois enfants, le jour de leur intronisation (1975).

Dans les années qui suivent leur mariage, Juan Carlos et Sophie donnent naissance à trois enfants :
- Elena (1963), infante d'Espagne et duchesse de Lugo, qui épouse en 1995 Jaime de Marichalar (1963), dont elle divorce en 2010[238] ;
- Cristina (1965), infante d'Espagne[i], qui épouse en 1997 Iñaki Urdangarin (1968)[239],[240], dont elle divorce en 2023[241] ;
- Felipe (1968), prince des Asturies, devenu Felipe VI, qui épouse en 2004 Letizia Ortiz (1972)[239],[242].

Le 21 juillet 1969, Franco désigne Juan Carlos comme son successeur à la tête de l'État, avec le titre de prince d'Espagne. Après la mort du Caudillo, le prince est proclamé roi d'Espagne par les Cortes le 22 novembre 1975. En dépit des prétentions dynastiques de son père (qui lui ont été refusées par la loi de succession promulguée par Franco), il prend alors le nom de Juan Carlos Ier,. En 1977, don Juan renonce finalement à ses droits au trône en faveur de son fils. Après leur intronisation, Juan Carlos et Sophie règnent sur l'Espagne pendant près de 39 ans, jusqu'à l'abdication du souverain, le 18 juin 2014.
En 2025, Juan Carlos et Sophie sont mariés depuis 63 ans. Depuis 1992, toutefois, la presse espagnole et internationale se fait régulièrement l'écho de difficultés conjugales que traverse le couple. Au fil des années, plusieurs liaisons sont ainsi prêtées au monarque, qui jouit d'une réputation de séducteur : d'abord avec la décoratrice catalane Marta Gayà puis surtout avec la femme d'affaires allemande Corinna Larsen. Affaibli par de nombreux scandales, le « roi émérite » vit, depuis août 2020, en exil aux Émirats arabes unis,. Son épouse continue, quant à elle, à résider en Espagne,.

### Commémorations

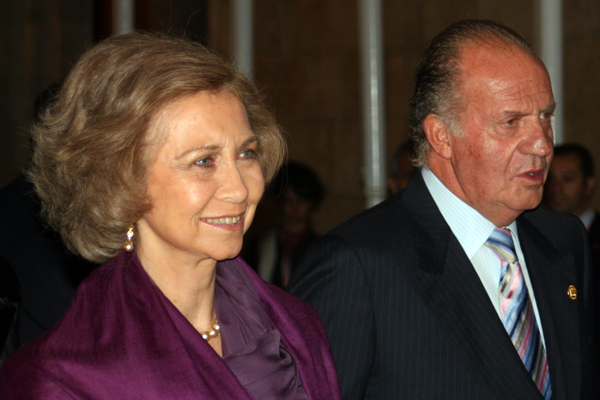
La reine Sophie et le roi Juan Carlos Ier, quarante-trois ans après leur mariage (2005).

Les anniversaires de mariage successifs de Juan Carlos et Sophie occasionnent diverses commémorations.
Leurs noces d'argent, le 14 mai 1987, donnent lieu à plusieurs réceptions au palais royal de Madrid. Ainsi, Juan Carlos et Sophie accueillent 17 couples sélectionnés par le journal Ya et qui fêtent également ce jour-là leurs 25 ans de mariage. Ils reçoivent ensuite, tour à tour, des membres de leur famille et de familles royales européennes (notamment l'ex-roi Siméon II de Bulgarie et la princesse Irène de Grèce, sœur de Sophie), de l’Administration du Patrimoine national, de la Députation de la grandesse et du gouvernement. Cette journée est l'occasion pour le président du gouvernement et ses ministres d'offrir aux monarques une statue équestre du roi Alphonse XIII en uniforme de hussard, réalisée par Mariano Benlliure. En outre, une pièce commémorative de 500 pesetas à leur effigie est éditée à 200 000 exemplaires par la Fabrique nationale de la monnaie et du timbre.
Plusieurs reportages et documentaires sont consacrés au couple, parmi lesquels un épisode de la série Mis Bodas reales de Jaime Peñafiel, diffusé sur Antena 3 en 1993,, Juan Carlos – Sofía, aniversario de boda, diffusé sur TVE en 1997, 2002 et 2012, et Aniversario Real, produit par Antena 3 pour célébrer leur 40e anniversaire de mariage.
En 2012, alors que le roi et la reine n'ont souhaité aucune célébration officielle de leurs noces d'or, la Maison du roi met à la disposition des médias un CD-ROM, intitulé Bodas de Oro de SS MM los Reyes : 50 años, 50 imágenes, regroupant une sélection de photographies de Juan Carlos et Sophie depuis leur union,.
Enfin, le mariage et ses préparatifs sont relatés dans le téléfilm Sofía, réalisé par Antonio Hernández en 2011. Si l'histoire est centrée sur le personnage de la princesse Sophie, le téléfilm met en scène, en deux parties, les premières années de la vie du couple, de sa rencontre lors de la « croisière des rois » à son intronisation en 1975,.

## Parenté entre Juan Carlos et Sophie
Descendants de la reine Victoria, Juan Carlos et Sophie sont cousins au troisième degré.
|  |  |  |  |                                                |                                                |                                                |                                                |                                                |                                                |  |  |                                                                       |                                                                       |                                                                       |                                                                       |                                                                       |                                                                       |                                |                                | Victoria, Reine du Royaume-Uni | Victoria, Reine du Royaume-Uni | Victoria, Reine du Royaume-Uni                         | Victoria, Reine du Royaume-Uni                         | Victoria, Reine du Royaume-Uni                         | Victoria, Reine du Royaume-Uni                         |                                                        |                                                        | Albert, Pce de Saxe-Cobourg-Gotha | Albert, Pce de Saxe-Cobourg-Gotha | Albert, Pce de Saxe-Cobourg-Gotha | Albert, Pce de Saxe-Cobourg-Gotha | Albert, Pce de Saxe-Cobourg-Gotha                           | Albert, Pce de Saxe-Cobourg-Gotha                           |                                                                          |                                                                          |                                                                          |                                                                          |                                                                          |                                                                          |                                                                                  |                                                                                  |                                                                                  |                                                                                  |                                                                                  |                                                                                  |  |  |  |  |  |  |  |  |  |  |  |  |  |  |  |  |  |  |  |  |  |  |  |  |  |  |  |  |  |  |  |  |  |  |  |  |  |  |  |  |  |  |  |  |  |  |  |  |  |  |  |  |  |  |  |  |
|  |  |  |  |                                                |                                                |                                                |                                                |                                                |                                                |  |  |                                                                       |                                                                       |                                                                       |                                                                       |                                                                       |                                                                       |                                |                                | Victoria, Reine du Royaume-Uni | Victoria, Reine du Royaume-Uni | Victoria, Reine du Royaume-Uni                         | Victoria, Reine du Royaume-Uni                         | Victoria, Reine du Royaume-Uni                         | Victoria, Reine du Royaume-Uni                         |                                                        |                                                        | Albert, Pce de Saxe-Cobourg-Gotha | Albert, Pce de Saxe-Cobourg-Gotha | Albert, Pce de Saxe-Cobourg-Gotha | Albert, Pce de Saxe-Cobourg-Gotha | Albert, Pce de Saxe-Cobourg-Gotha                           | Albert, Pce de Saxe-Cobourg-Gotha                           |                                                                          |                                                                          |                                                                          |                                                                          |                                                                          |                                                                          |                                                                                  |                                                                                  |                                                                                  |                                                                                  |                                                                                  |                                                                                  |  |  |  |  |  |  |  |  |  |  |  |  |  |  |  |  |  |  |  |  |  |  |  |  |  |  |  |  |  |  |  |  |  |  |  |  |  |  |  |  |  |  |  |  |  |  |  |  |  |  |  |  |  |  |  |  |
|  |  |  |  |                                                |                                                |                                                |                                                |                                                |                                                |  |  |                                                                       |                                                                       |                                                                       |                                                                       |                                                                       |                                                                       |                                |                                |                                |                                |                                                        |                                                        |                                                        |                                                        |                                                        |                                                        |                                   |                                   |                                   |                                   |                                                             |                                                             |                                                                          |                                                                          |                                                                          |                                                                          |                                                                          |                                                                          |                                                                                  |                                                                                  |                                                                                  |                                                                                  |                                                                                  |                                                                                  |  |  |  |  |  |  |  |  |  |  |  |  |  |  |  |  |  |  |  |  |  |  |  |  |  |  |  |  |  |  |  |  |  |  |  |  |  |  |  |  |  |  |  |  |  |  |  |  |  |  |  |  |  |  |  |  |
|  |  |  |  |                                                |                                                |                                                |                                                |                                                |                                                |  |  |                                                                       |                                                                       |                                                                       |                                                                       |                                                                       |                                                                       |                                |                                |                                |                                |                                                        |                                                        |                                                        |                                                        |                                                        |                                                        |                                   |                                   |                                   |                                   |                                                             |                                                             |                                                                          |                                                                          |                                                                          |                                                                          |                                                                          |                                                                          |                                                                                  |                                                                                  |                                                                                  |                                                                                  |                                                                                  |                                                                                  |  |  |  |  |  |  |  |  |  |  |  |  |  |  |  |  |  |  |  |  |  |  |  |  |  |  |  |  |  |  |  |  |  |  |  |  |  |  |  |  |  |  |  |  |  |  |  |  |  |  |  |  |  |  |  |  |
|  |  |  |  |                                                |                                                |                                                |                                                |                                                |                                                |  |  | Béatrice, Pcesse du Royaume-Uni ∞ Henri, Pce de Battenberg            | Béatrice, Pcesse du Royaume-Uni ∞ Henri, Pce de Battenberg            | Béatrice, Pcesse du Royaume-Uni ∞ Henri, Pce de Battenberg            | Béatrice, Pcesse du Royaume-Uni ∞ Henri, Pce de Battenberg            | Béatrice, Pcesse du Royaume-Uni ∞ Henri, Pce de Battenberg            | Béatrice, Pcesse du Royaume-Uni ∞ Henri, Pce de Battenberg            |                                |                                |                                |                                |                                                        |                                                        |                                                        |                                                        |                                                        |                                                        |                                   |                                   |                                   |                                   |                                                             |                                                             | Victoria, Pcesse royale du Royaume-Uni ∞ Frédéric III, Empereur allemand | Victoria, Pcesse royale du Royaume-Uni ∞ Frédéric III, Empereur allemand | Victoria, Pcesse royale du Royaume-Uni ∞ Frédéric III, Empereur allemand | Victoria, Pcesse royale du Royaume-Uni ∞ Frédéric III, Empereur allemand | Victoria, Pcesse royale du Royaume-Uni ∞ Frédéric III, Empereur allemand | Victoria, Pcesse royale du Royaume-Uni ∞ Frédéric III, Empereur allemand |                                                                                  |                                                                                  |                                                                                  |                                                                                  |                                                                                  |                                                                                  |  |  |  |  |  |  |  |  |  |  |  |  |  |  |  |  |  |  |  |  |  |  |  |  |  |  |  |  |  |  |  |  |  |  |  |  |  |  |  |  |  |  |  |  |  |  |  |  |  |  |  |  |  |  |  |  |
|  |  |  |  |                                                |                                                |                                                |                                                |                                                |                                                |  |  | Béatrice, Pcesse du Royaume-Uni ∞ Henri, Pce de Battenberg            | Béatrice, Pcesse du Royaume-Uni ∞ Henri, Pce de Battenberg            | Béatrice, Pcesse du Royaume-Uni ∞ Henri, Pce de Battenberg            | Béatrice, Pcesse du Royaume-Uni ∞ Henri, Pce de Battenberg            | Béatrice, Pcesse du Royaume-Uni ∞ Henri, Pce de Battenberg            | Béatrice, Pcesse du Royaume-Uni ∞ Henri, Pce de Battenberg            |                                |                                |                                |                                |                                                        |                                                        |                                                        |                                                        |                                                        |                                                        |                                   |                                   |                                   |                                   |                                                             |                                                             | Victoria, Pcesse royale du Royaume-Uni ∞ Frédéric III, Empereur allemand | Victoria, Pcesse royale du Royaume-Uni ∞ Frédéric III, Empereur allemand | Victoria, Pcesse royale du Royaume-Uni ∞ Frédéric III, Empereur allemand | Victoria, Pcesse royale du Royaume-Uni ∞ Frédéric III, Empereur allemand | Victoria, Pcesse royale du Royaume-Uni ∞ Frédéric III, Empereur allemand | Victoria, Pcesse royale du Royaume-Uni ∞ Frédéric III, Empereur allemand |                                                                                  |                                                                                  |                                                                                  |                                                                                  |                                                                                  |                                                                                  |  |  |  |  |  |  |  |  |  |  |  |  |  |  |  |  |  |  |  |  |  |  |  |  |  |  |  |  |  |  |  |  |  |  |  |  |  |  |  |  |  |  |  |  |  |  |  |  |  |  |  |  |  |  |  |  |
|  |  |  |  |                                                |                                                |                                                |                                                |                                                |                                                |  |  |                                                                       |                                                                       |                                                                       |                                                                       |                                                                       |                                                                       |                                |                                |                                |                                |                                                        |                                                        |                                                        |                                                        |                                                        |                                                        |                                   |                                   |                                   |                                   |                                                             |                                                             |                                                                          |                                                                          |                                                                          |                                                                          |                                                                          |                                                                          |                                                                                  |                                                                                  |                                                                                  |                                                                                  |                                                                                  |                                                                                  |  |  |  |  |  |  |  |  |  |  |  |  |  |  |  |  |  |  |  |  |  |  |  |  |  |  |  |  |  |  |  |  |  |  |  |  |  |  |  |  |  |  |  |  |  |  |  |  |  |  |  |  |  |  |  |  |
|  |  |  |  |                                                |                                                |                                                |                                                |                                                |                                                |  |  | Victoire-Eugénie, Pcesse de Battenberg ∞ Alphonse XIII, Roi d'Espagne | Victoire-Eugénie, Pcesse de Battenberg ∞ Alphonse XIII, Roi d'Espagne | Victoire-Eugénie, Pcesse de Battenberg ∞ Alphonse XIII, Roi d'Espagne | Victoire-Eugénie, Pcesse de Battenberg ∞ Alphonse XIII, Roi d'Espagne | Victoire-Eugénie, Pcesse de Battenberg ∞ Alphonse XIII, Roi d'Espagne | Victoire-Eugénie, Pcesse de Battenberg ∞ Alphonse XIII, Roi d'Espagne |                                |                                |                                |                                |                                                        |                                                        |                                                        |                                                        |                                                        |                                                        |                                   |                                   |                                   |                                   | Sophie, Pcesse de Prusse ∞ Constantin Ier, Roi des Hellènes | Sophie, Pcesse de Prusse ∞ Constantin Ier, Roi des Hellènes | Sophie, Pcesse de Prusse ∞ Constantin Ier, Roi des Hellènes              | Sophie, Pcesse de Prusse ∞ Constantin Ier, Roi des Hellènes              | Sophie, Pcesse de Prusse ∞ Constantin Ier, Roi des Hellènes              | Sophie, Pcesse de Prusse ∞ Constantin Ier, Roi des Hellènes              |                                                                          |                                                                          | Guillaume II, Empereur allemand ∞ Augusta-Victoria, Pcesse de Schleswig-Holstein | Guillaume II, Empereur allemand ∞ Augusta-Victoria, Pcesse de Schleswig-Holstein | Guillaume II, Empereur allemand ∞ Augusta-Victoria, Pcesse de Schleswig-Holstein | Guillaume II, Empereur allemand ∞ Augusta-Victoria, Pcesse de Schleswig-Holstein | Guillaume II, Empereur allemand ∞ Augusta-Victoria, Pcesse de Schleswig-Holstein | Guillaume II, Empereur allemand ∞ Augusta-Victoria, Pcesse de Schleswig-Holstein |  |  |  |  |  |  |  |  |  |  |  |  |  |  |  |  |  |  |  |  |  |  |  |  |  |  |  |  |  |  |  |  |  |  |  |  |  |  |  |  |  |  |  |  |  |  |  |  |  |  |  |  |  |  |  |  |
|  |  |  |  |                                                |                                                |                                                |                                                |                                                |                                                |  |  | Victoire-Eugénie, Pcesse de Battenberg ∞ Alphonse XIII, Roi d'Espagne | Victoire-Eugénie, Pcesse de Battenberg ∞ Alphonse XIII, Roi d'Espagne | Victoire-Eugénie, Pcesse de Battenberg ∞ Alphonse XIII, Roi d'Espagne | Victoire-Eugénie, Pcesse de Battenberg ∞ Alphonse XIII, Roi d'Espagne | Victoire-Eugénie, Pcesse de Battenberg ∞ Alphonse XIII, Roi d'Espagne | Victoire-Eugénie, Pcesse de Battenberg ∞ Alphonse XIII, Roi d'Espagne |                                |                                |                                |                                |                                                        |                                                        |                                                        |                                                        |                                                        |                                                        |                                   |                                   |                                   |                                   | Sophie, Pcesse de Prusse ∞ Constantin Ier, Roi des Hellènes | Sophie, Pcesse de Prusse ∞ Constantin Ier, Roi des Hellènes | Sophie, Pcesse de Prusse ∞ Constantin Ier, Roi des Hellènes              | Sophie, Pcesse de Prusse ∞ Constantin Ier, Roi des Hellènes              | Sophie, Pcesse de Prusse ∞ Constantin Ier, Roi des Hellènes              | Sophie, Pcesse de Prusse ∞ Constantin Ier, Roi des Hellènes              |                                                                          |                                                                          | Guillaume II, Empereur allemand ∞ Augusta-Victoria, Pcesse de Schleswig-Holstein | Guillaume II, Empereur allemand ∞ Augusta-Victoria, Pcesse de Schleswig-Holstein | Guillaume II, Empereur allemand ∞ Augusta-Victoria, Pcesse de Schleswig-Holstein | Guillaume II, Empereur allemand ∞ Augusta-Victoria, Pcesse de Schleswig-Holstein | Guillaume II, Empereur allemand ∞ Augusta-Victoria, Pcesse de Schleswig-Holstein | Guillaume II, Empereur allemand ∞ Augusta-Victoria, Pcesse de Schleswig-Holstein |  |  |  |  |  |  |  |  |  |  |  |  |  |  |  |  |  |  |  |  |  |  |  |  |  |  |  |  |  |  |  |  |  |  |  |  |  |  |  |  |  |  |  |  |  |  |  |  |  |  |  |  |  |  |  |  |
|  |  |  |  |                                                |                                                |                                                |                                                |                                                |                                                |  |  |                                                                       |                                                                       |                                                                       |                                                                       |                                                                       |                                                                       |                                |                                |                                |                                |                                                        |                                                        |                                                        |                                                        |                                                        |                                                        |                                   |                                   |                                   |                                   |                                                             |                                                             |                                                                          |                                                                          |                                                                          |                                                                          |                                                                          |                                                                          | Victoria-Louise, Pcesse de Prusse ∞ Ernest-Auguste, Duc de Brunswick             |                                                                                  |                                                                                  |                                                                                  |                                                                                  |                                                                                  |  |  |  |  |  |  |  |  |  |  |  |  |  |  |  |  |  |  |  |  |  |  |  |  |  |  |  |  |  |  |  |  |  |  |  |  |  |  |  |  |  |  |  |  |  |  |  |  |  |  |  |  |  |  |  |  |
|  |  |  |  |                                                |                                                |                                                |                                                |                                                |                                                |  |  |                                                                       |                                                                       |                                                                       |                                                                       |                                                                       |                                                                       |                                |                                |                                |                                |                                                        |                                                        |                                                        |                                                        |                                                        |                                                        |                                   |                                   |                                   |                                   |                                                             |                                                             |                                                                          |                                                                          |                                                                          |                                                                          |                                                                          |                                                                          |                                                                                  |                                                                                  |                                                                                  |                                                                                  |                                                                                  |                                                                                  |  |  |  |  |  |  |  |  |  |  |  |  |  |  |  |  |  |  |  |  |  |  |  |  |  |  |  |  |  |  |  |  |  |  |  |  |  |  |  |  |  |  |  |  |  |  |  |  |  |  |  |  |  |  |  |  |
|  |  |  |  | María de las Mercedes, Pcesse des Deux-Siciles | María de las Mercedes, Pcesse des Deux-Siciles | María de las Mercedes, Pcesse des Deux-Siciles | María de las Mercedes, Pcesse des Deux-Siciles | María de las Mercedes, Pcesse des Deux-Siciles | María de las Mercedes, Pcesse des Deux-Siciles |  |  | Juan, Cte de Barcelone                                                | Juan, Cte de Barcelone                                                | Juan, Cte de Barcelone                                                | Juan, Cte de Barcelone                                                | Juan, Cte de Barcelone                                                | Juan, Cte de Barcelone                                                |                                |                                |                                |                                |                                                        |                                                        |                                                        |                                                        |                                                        |                                                        |                                   |                                   |                                   |                                   | Paul Ier, Roi des Hellènes                                  | Paul Ier, Roi des Hellènes                                  | Paul Ier, Roi des Hellènes                                               | Paul Ier, Roi des Hellènes                                               | Paul Ier, Roi des Hellènes                                               | Paul Ier, Roi des Hellènes                                               |                                                                          |                                                                          | Frederika, Pcesse de Hanovre                                                     | Frederika, Pcesse de Hanovre                                                     | Frederika, Pcesse de Hanovre                                                     | Frederika, Pcesse de Hanovre                                                     | Frederika, Pcesse de Hanovre                                                     | Frederika, Pcesse de Hanovre                                                     |  |  |  |  |  |  |  |  |  |  |  |  |  |  |  |  |  |  |  |  |  |  |  |  |  |  |  |  |  |  |  |  |  |  |  |  |  |  |  |  |  |  |  |  |  |  |  |  |  |  |  |  |  |  |  |  |
|  |  |  |  | María de las Mercedes, Pcesse des Deux-Siciles | María de las Mercedes, Pcesse des Deux-Siciles | María de las Mercedes, Pcesse des Deux-Siciles | María de las Mercedes, Pcesse des Deux-Siciles | María de las Mercedes, Pcesse des Deux-Siciles | María de las Mercedes, Pcesse des Deux-Siciles |  |  | Juan, Cte de Barcelone                                                | Juan, Cte de Barcelone                                                | Juan, Cte de Barcelone                                                | Juan, Cte de Barcelone                                                | Juan, Cte de Barcelone                                                | Juan, Cte de Barcelone                                                |                                |                                |                                |                                |                                                        |                                                        |                                                        |                                                        |                                                        |                                                        |                                   |                                   |                                   |                                   | Paul Ier, Roi des Hellènes                                  | Paul Ier, Roi des Hellènes                                  | Paul Ier, Roi des Hellènes                                               | Paul Ier, Roi des Hellènes                                               | Paul Ier, Roi des Hellènes                                               | Paul Ier, Roi des Hellènes                                               |                                                                          |                                                                          | Frederika, Pcesse de Hanovre                                                     | Frederika, Pcesse de Hanovre                                                     | Frederika, Pcesse de Hanovre                                                     | Frederika, Pcesse de Hanovre                                                     | Frederika, Pcesse de Hanovre                                                     | Frederika, Pcesse de Hanovre                                                     |  |  |  |  |  |  |  |  |  |  |  |  |  |  |  |  |  |  |  |  |  |  |  |  |  |  |  |  |  |  |  |  |  |  |  |  |  |  |  |  |  |  |  |  |  |  |  |  |  |  |  |  |  |  |  |  |
|  |  |  |  |                                                |                                                |                                                |                                                |                                                |                                                |  |  |                                                                       |                                                                       |                                                                       |                                                                       |                                                                       |                                                                       |                                |                                |                                |                                |                                                        |                                                        |                                                        |                                                        |                                                        |                                                        |                                   |                                   |                                   |                                   |                                                             |                                                             |                                                                          |                                                                          |                                                                          |                                                                          |                                                                          |                                                                          |                                                                                  |                                                                                  |                                                                                  |                                                                                  |                                                                                  |                                                                                  |  |  |  |  |  |  |  |  |  |  |  |  |  |  |  |  |  |  |  |  |  |  |  |  |  |  |  |  |  |  |  |  |  |  |  |  |  |  |  |  |  |  |  |  |  |  |  |  |  |  |  |  |  |  |  |  |
|  |  |  |  |                                                |                                                |                                                |                                                |                                                |                                                |  |  |                                                                       |                                                                       |                                                                       |                                                                       |                                                                       |                                                                       |                                |                                |                                |                                |                                                        |                                                        |                                                        |                                                        |                                                        |                                                        |                                   |                                   |                                   |                                   |                                                             |                                                             |                                                                          |                                                                          |                                                                          |                                                                          |                                                                          |                                                                          |                                                                                  |                                                                                  |                                                                                  |                                                                                  |                                                                                  |                                                                                  |  |  |  |  |  |  |  |  |  |  |  |  |  |  |  |  |  |  |  |  |  |  |  |  |  |  |  |  |  |  |  |  |  |  |  |  |  |  |  |  |  |  |  |  |  |  |  |  |  |  |  |  |  |  |  |  |
|  |  |  |  |                                                |                                                |                                                |                                                |                                                |                                                |  |  |                                                                       |                                                                       |                                                                       |                                                                       |                                                                       |                                                                       | Juan Carlos Ier, Roi d'Espagne | Juan Carlos Ier, Roi d'Espagne | Juan Carlos Ier, Roi d'Espagne | Juan Carlos Ier, Roi d'Espagne | Juan Carlos Ier, Roi d'Espagne                         | Juan Carlos Ier, Roi d'Espagne                         |                                                        |                                                        | Sophie, Pcesse de Grèce                                | Sophie, Pcesse de Grèce                                | Sophie, Pcesse de Grèce           | Sophie, Pcesse de Grèce           | Sophie, Pcesse de Grèce           | Sophie, Pcesse de Grèce           |                                                             |                                                             |                                                                          |                                                                          |                                                                          |                                                                          |                                                                          |                                                                          |                                                                                  |                                                                                  |                                                                                  |                                                                                  |                                                                                  |                                                                                  |  |  |  |  |  |  |  |  |  |  |  |  |  |  |  |  |  |  |  |  |  |  |  |  |  |  |  |  |  |  |  |  |  |  |  |  |  |  |  |  |  |  |  |  |  |  |  |  |  |  |  |  |  |  |  |  |
|  |  |  |  |                                                |                                                |                                                |                                                |                                                |                                                |  |  |                                                                       |                                                                       |                                                                       |                                                                       |                                                                       |                                                                       | Juan Carlos Ier, Roi d'Espagne | Juan Carlos Ier, Roi d'Espagne | Juan Carlos Ier, Roi d'Espagne | Juan Carlos Ier, Roi d'Espagne | Juan Carlos Ier, Roi d'Espagne                         | Juan Carlos Ier, Roi d'Espagne                         |                                                        |                                                        | Sophie, Pcesse de Grèce                                | Sophie, Pcesse de Grèce                                | Sophie, Pcesse de Grèce           | Sophie, Pcesse de Grèce           | Sophie, Pcesse de Grèce           | Sophie, Pcesse de Grèce           |                                                             |                                                             |                                                                          |                                                                          |                                                                          |                                                                          |                                                                          |                                                                          |                                                                                  |                                                                                  |                                                                                  |                                                                                  |                                                                                  |                                                                                  |  |  |  |  |  |  |  |  |  |  |  |  |  |  |  |  |  |  |  |  |  |  |  |  |  |  |  |  |  |  |  |  |  |  |  |  |  |  |  |  |  |  |  |  |  |  |  |  |  |  |  |  |  |  |  |  |
|  |  |  |  |                                                |                                                |                                                |                                                |                                                |                                                |  |  |                                                                       |                                                                       |                                                                       |                                                                       |                                                                       |                                                                       |                                |                                |                                |                                |                                                        |                                                        |                                                        |                                                        |                                                        |                                                        |                                   |                                   |                                   |                                   |                                                             |                                                             |                                                                          |                                                                          |                                                                          |                                                                          |                                                                          |                                                                          |                                                                                  |                                                                                  |                                                                                  |                                                                                  |                                                                                  |                                                                                  |  |  |  |  |  |  |  |  |  |  |  |  |  |  |  |  |  |  |  |  |  |  |  |  |  |  |  |  |  |  |  |  |  |  |  |  |  |  |  |  |  |  |  |  |  |  |  |  |  |  |  |  |  |  |  |  |
|  |  |  |  |                                                |                                                |                                                |                                                |                                                |                                                |  |  |                                                                       |                                                                       |                                                                       |                                                                       |                                                                       |                                                                       |                                |                                |                                |                                |                                                        |                                                        |                                                        |                                                        |                                                        |                                                        |                                   |                                   |                                   |                                   |                                                             |                                                             |                                                                          |                                                                          |                                                                          |                                                                          |                                                                          |                                                                          |                                                                                  |                                                                                  |                                                                                  |                                                                                  |                                                                                  |                                                                                  |  |  |  |  |  |  |  |  |  |  |  |  |  |  |  |  |  |  |  |  |  |  |  |  |  |  |  |  |  |  |  |  |  |  |  |  |  |  |  |  |  |  |  |  |  |  |  |  |  |  |  |  |  |  |  |  |
|  |  |  |  |                                                |                                                |                                                |                                                |                                                |                                                |  |  | Elena, Dsse de Lugo ∞ Jaime de Marichalar                             | Elena, Dsse de Lugo ∞ Jaime de Marichalar                             | Elena, Dsse de Lugo ∞ Jaime de Marichalar                             | Elena, Dsse de Lugo ∞ Jaime de Marichalar                             | Elena, Dsse de Lugo ∞ Jaime de Marichalar                             | Elena, Dsse de Lugo ∞ Jaime de Marichalar                             |                                |                                |                                |                                | Cristina, Dsse de Palma de Majorque ∞ Iñaki Urdangarin | Cristina, Dsse de Palma de Majorque ∞ Iñaki Urdangarin | Cristina, Dsse de Palma de Majorque ∞ Iñaki Urdangarin | Cristina, Dsse de Palma de Majorque ∞ Iñaki Urdangarin | Cristina, Dsse de Palma de Majorque ∞ Iñaki Urdangarin | Cristina, Dsse de Palma de Majorque ∞ Iñaki Urdangarin |                                   |                                   |                                   |                                   | Felipe VI, Roi d'Espagne ∞ Letizia Ortiz                    | Felipe VI, Roi d'Espagne ∞ Letizia Ortiz                    | Felipe VI, Roi d'Espagne ∞ Letizia Ortiz                                 | Felipe VI, Roi d'Espagne ∞ Letizia Ortiz                                 | Felipe VI, Roi d'Espagne ∞ Letizia Ortiz                                 | Felipe VI, Roi d'Espagne ∞ Letizia Ortiz                                 |                                                                          |                                                                          |                                                                                  |                                                                                  |                                                                                  |                                                                                  |                                                                                  |                                                                                  |  |  |  |  |  |  |  |  |  |  |  |  |  |  |  |  |  |  |  |  |  |  |  |  |  |  |  |  |  |  |  |  |  |  |  |  |  |  |  |  |  |  |  |  |  |  |  |  |  |  |  |  |  |  |  |  |

### Mémoires et souvenirs des participants au mariage
- Guy de Girard de Charbonnières, « La famille royale grecque », dans Les Derniers Rois, Paris, Jean-Cyrille Godefroy, 1985, 190 p. (ISBN 978-2865530519), p. 125-174.
- Michel de Grèce, Avec ou sans couronne, Paris, Stock, 2019, 432 p. (ISBN 2234085187).
- (en) Queen Frederica of the Hellenes, A Measure of Understanding, Londres, MacMillan, 1971, 270 p. (ISBN 0333124545).

### Ouvrages consacrés au mariage
- (en) Arturo E. Beéche, « A Look Into the Past: The Wedding of Infante Juan Carlos of Spain and Princess Sophie of Greece, Athens, 1962 », dans The European Royal History Journal (no XXXVII), février 2004 (lire en ligne).
- François Billaut, « Juan Carlos d'Espagne et Sophie de Grèce », dans Mariages de légende, Paris, Express Roularta, 2009, 205 p. (ISBN 284343663X), p. 167-170.
- (en + de) Friederike Haedecke et Julia Melchior, « Juan Carlos & Sofia », dans Royal Weddings – Königliche Hochseiten, Kempen, TeNeues Verlag GmbH + Co KG, 2008, 167 p. (ISBN 383279252X), p. 58-67.
- (es) Ricardo Mateos Sáinz de Medrano, « Mayo de 1962. La boda de Atenas », dans La Familia de la Reina Sofía : La Dinastía griega, la Casa de Hannover y los reales primos de Europa, Madrid, La Esfera de los Libros, 2004, 573 p. (ISBN 978-84-9734-195-0), p. 139-157.
- (es) Jaime Peñafiel, « Juan Carlos de Borbón y Sofía de Grecia », dans Mis Bodas reales, Madrid, Sedmay, 1976, 284 p. (ISBN 84-7380-086-9), p. 19-49.
- (es) Fernando Rayón, La Boda de Juan Carlos y Sofía : Claves y secretos de un enlace histórico, Madrid, La Esfera de los Libros, 2005, 366 p. (ISBN 84-9734-368-9).
- Léon Zitrone, « Juan Carlos d'Espagne et Sophie de Grèce », dans Les Grands Mariages princiers, Paris, La Compagnie du Livre, 1995, 96 p. (ISBN 2841550508), p. 52-59.

### Biographies de Juan Carlos et Sophie
- Laurence Debray, Juan Carlos d'Espagne, Paris, Perrin, 2013, 410 p. (ISBN 978-2-262-03472-6 et 2-262-03472-9).
- Bertrand Meyer-Stabley, Juan Carlos, roi d'Espagne, Paris, Hachette, 1992, 271 p. (ISBN 2-01-018578-1).
- Bertrand Meyer-Stabley, Juan Carlos et Sophie : portrait d'une famille royale, Paris, Payot, 2004, 269 p. (ISBN 2-228-89879-1).
- Philippe Nourry, Juan Carlos : une histoire exemplaire, Paris, Tallandier, 2011, 485 p. (ISBN 978-2-84734-793-7 et 2-84734-793-3).
- Fernando Rayón (trad. de l'espagnol), Sophie, reine d'Espagne, Étrépilly, Bartillat, 1994, 254 p. (ISBN 2-84100-010-9).
- Suzanne Varga, Sophie d'Espagne : une grande reine d'aujourd'hui, Paris, Pygmalion, 2015, 446 p. (ISBN 978-2-7564-1430-0).

### Biographies de proches des mariés
- (es) José Apezarena, El príncipe : cómo es el futuro Felipe VI, Barcelone, Plaza & Janés Editores, 2001, 655 p. (ISBN 84-8450-754-8).
- (es) Eva Celada, Irene de Grecia : la princesa rebelde, Barcelone, Plaza & Janés, 2007, 274 p. (ISBN 978-84-01-30545-0 et 84-01-30545-4).
- (en) Stelio Hourmouzios, No Ordinary Crown : A Biography of King Paul of the Hellenes, Londres, Weidenfeld & N, 1972, 375 p. (ISBN 0-297-99408-5).
- (en) John Van der Kiste, A Divided Kingdom : The Spanish Monarchy from Isabel to Juan Carlos, Stroud, Sutton Publishing, 2007, 402 p. (ISBN 978-0-7509-3789-4).
- (es) José María Zavala, Don Jaime : el trágico Borbón, Madrid, La Esfera de los Libros, 2006, 358 p. (ISBN 84-9734-56-57).

## Articles de presse

### Articles de presse consacrés au mariage
- Léa Billon, « Juan Carlos et Sophie : le catholique et l’orthodoxe », Notre temps,‎ 1er juin 2011 (lire en ligne).
- (es) « La boda real entre Juan Carlos y Sofía cautiva a los monárquicos griegos cincuenta años después », 20 Minutos,‎ 13 mai 2012 (lire en ligne).
- (es) « Juan Carlos y Sofía : la boda de los tres síes », La Vanguardia,‎ 14 mai 2012 (lire en ligne).
- (es) « Tres veces « sí » : la boda de Don Juan Carlos y Doña Sofía », ABC,‎ 16 mai 2018 (lire en ligne).
- (es) Carmen Gallardo, « La boda de Juan Carlos y Sofía : un vestido de ensueño, la tiara prusiana y tres veces 'Sí, quiero' », Vanity Fair,‎ 2 novembre 2020 (lire en ligne).

### Unes de magazines consacrées au mariage
- « Le Mariage – Don Juan Sophie », Point de vue, Images du monde, no 727,‎ 18 mai 1962.
- (es) « Album de la Boda de SS AA RR la Princesa Sofía y el Príncipe Juan Carlos », ¡Hola!, no 925,‎ 25 mai 1962.
- « Mariage de don Juan Carlos d'Espagne et de Sophie de Grèce », Jours de France, no 393,‎ 26 mai 1962.
- « Mariage de don Juan Carlos d'Espagne et de Sophie de Grèce », Paris Match, no 685,‎ 26 mai 1962.

## Filmographie
- « Le mariage de Juan Carlos d'Espagne et de Sophie de Grèce » [vidéo], sur ina.fr, 1962.
- (es) « Boda de Príncipes : Juan Carlos y Sofía » [vidéo], sur rtve.es, 1962.
- (en) « Royal Wedding : Wedding of Princess Sophia and Don Juan Carlos » [vidéo], sur britishpathe.com, 1962.
- (es) Sofía y Juan Carlos, una boda real (1962), RTVE, 14 mai 2002 [voir en ligne] : documentaire diffusé à l'occasion du 40e anniversaire de mariage de Juan Carlos Ier d'Espagne et de Sophie de Grèce. L'émission est composée d'entretiens et d'extraits d'archives.